# تشي جيفارا
إرنستو «تشي» جيفارا (14 يونيو 1928 - 9 أكتوبر 1967) المعروف باسم تشي جيفارا (Che Guevara)، أو التشي (El Che)، أو ببساطة تشي (Che)، (بالإسبانية: Ernesto 'Che' Ernestico Guevara de la Serna)  (ينطق گِڤارا)، ثوري كوبي ماركسي أرجينتيني المولد، وهو طبيب وكاتب وزعيم حرب العصابات وقائد عسكري ورجل دولة عالمي وشخصية رئيسية في الثورة الكوبية. أصبحت صورته منذ وفاته رمزاً في كل مكان وشارة عالمية ضمن الثقافة الشعبية.
سافر جيفارا عندما كان طالباً في كلية الطب بجامعة بوينس آيرس، التي تخرج منها عام 1953، إلى جميع أنحاء أمريكا اللاتينية مع صديقه ألبيرتو غرانادو على متن دراجة نارية وهو في السنة الأخيرة من الكلية، وكونت تلك الرحلة شخصيته وإحساسه بوحدة أمريكا الجنوبية وبالظلم الكبير الواقع من الإمبرياليين على المزارع اللاتيني البسيط، وتغير داخلياً بعد مشاهدة الفقر المتوطن هناك.
أدت تجاربه وملاحظاته خلال هذه الرحلة إلى استنتاج بأن التفاوتات الاقتصادية متأصلة بالمنطقة، والتي كانت نتيجة الرأسمالية الاحتكارية والاستعمار الجديد والإمبريالية. رأى جيفارا أن العلاج الوحيد هو الثورة العالمية. كان هذا الاعتقاد الدافع وراء تورطه في الإصلاحات الاجتماعية في غواتيمالا في ظل حكم الرئيس جاكوبو أربينز غوزمان، الذي ساعدت وكالة المخابرات المركزية الأمريكية في نهاية المطاف على الإطاحة به مما سهل نشر إيديولوجية غيفارا الراديكالية.
بينما كان جيفارا يعيش في مدينة مكسيكو التقى هناك براؤول كاسترو المنفي مع أصدقائه الذين كانوا يجهزون للثورة وينتظرون خروج فيدل كاسترو من سجنه في كوبا. ما إن خرج هذا الأخير من سجنه حتى قرر غيفارا الانضمام للثورة الكوبية. رأى فيدل كاسترو أنهم في أمس الحاجة إليه كطبيب، وانضم لهم في حركة 26 يوليو، التي غزت كوبا على متن غرانما بنية الإطاحة بالنظام الدكتاتوري المدعم من طرف الولايات المتحدة التي تدعم الديكتاتور الكوبي فولغينسيو باتيستا. سرعان ما برز غيفارا بين المسلحين وتمت ترقيته إلى الرجل الثاني في القيادة حيث لعب دوراً محورياً في نجاح الحملة على مدار عامين من الحرب المسلحة التي أطاحت بنظام باتيستا.
في أعقاب الثورة الكوبية قام غيفارا بأداء عدد من الأدوار الرئيسية للحكومة الجديدة، وشمل هذا إعادة النظر في الطعون وفرق الإعدام على المدانين بجرائم الحرب خلال المحاكم الثورية، وأسس قوانين الإصلاح الزراعي عندما كان وزيراً للصناعة وعمل أيضاً كرئيس ومدير للبنك الوطني ورئيسا تنفيذياً للقوات المسلحة الكوبية، كما جاب العالم كدبلوماسي باسم الاشتراكية الكوبية. مثل هذه المواقف سمحت له أن يلعب دوراً رئيسياً في تدريب قوات الميليشيات اللائي صددن غزو خليج الخنازير، كما جلبت إلى كوبا الصواريخ الباليستية المسلحة نوويا من الاتحاد السوفييتي عام 1962 والتي أدت إلى بداية أزمة الصواريخ الكوبية.
بالإضافة إلى ذلك، كان غيفارا كاتباً عاماً يكتب يومياته، كما ألف ما يشبه الكتيب لحياة حرب العصابات وكذلك ألف مذكراته الأكثر مبيعاً في جميع أنحاء أمريكا الجنوبية رحلة شاب على دراجة نارية.
غادر غيفارا كوبا في عام 1965 من أجل التحريض على الثورات الأولى الفاشلة في الكونغو كينشاسا ومن ثم تلتها محاولة أخرى في بوليفيا، حيث تم إلقاء القبض عليه من قبل وكالة الاستخبارات المركزية بمساعدة القوات البوليفية وتم إعدامه.
لا تزال شخصية غيفارا التاريخية ملهمة ومحترمة، مستقطبة للمخيلة الجماعية في هذا الخصوص والعديد من السير الذاتية والمذكرات والمقالات والأفلام الوثائقية والأغاني والأفلام، بل وضمنته مجلة التايم من بين المائة شخص الأكثر تأثيراً في القرن العشرين، في حين أن صورته المأخوذة من طرف ألبرتو كوردا والمسماة غيريليرو هيروويكو (أصل الاسم بالإسبانية ويعني باللغة العربية بطل حرب العصابات) (كما هو موضح في قالب المقال)، قد اعتبرت «الصورة الأكثر شهرة في العالم.»

## النشأة

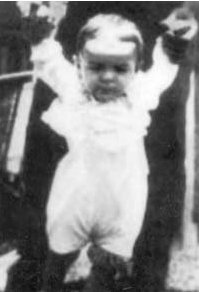
جيفارا طفلا في أول درس للمشي حيث يبلغ عاماً واحداً.

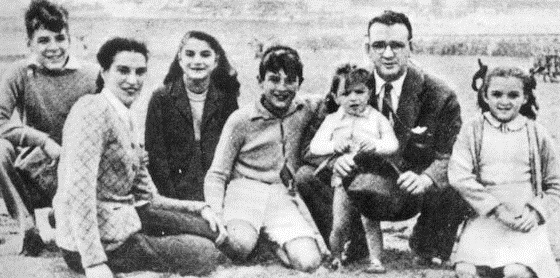
إرنستو في سن المراهقة (يسار) مع والديه وأشقائه في كاليفورنيا عام 1944. يجلس بجانبه من اليسار إلى اليمين: سيليا (الأم) وسيليا (الشقيقة)، روبرتو، الأرجنتيني خوان مارتن إرنستو (الأب) وآنا ماريا.

ولد إرنستو تشي جيفارا من أم اسمها سيليا دي لا سيرنا وأب اسمه إرنستو غيفارا لينش يوم 14 يونيو 1928 م في روساريو في الأرجنتين، وهو الأكبر بين خمسة أطفال في عائلة من أصول إيرلندية وإسبانية باسكية. يظهر اسمه القانوني (إرنستو تشي غيفارا) نسبة إلى ألقاب والديه في بعض الأحيان مع إضافة دي لا سيرنا أو لينش له. في إسقاط الضوء على طبيعة تشي «غير المستقرة» ذكر والده أن «أول شيء يمكن أن نلاحظه هو أن ابني يجري في عروقه دماء المتمردين الأيرلنديين.» في وقت مبكر جداً من الحياة، نمى لدى إرنستيتو - كما كان يسمى جيفارا حينذاك - شعور التعاطف مع «الفقراء». بحكم نشأته في أسرة ذات الميول اليسارية كان جيفارا يتعامل مع طائفة واسعة من وجهات النظر السياسية. حتى في الوقت الذي كان فيه صبيا كان والده مؤيداً قويا للجمهوريين من الحرب الأهلية الإسبانية وغالباً ما استضاف العديد من اللقاءات بين قدامى المحاربين في منزله.
بالرغم من المعاناة من نوبات الربو الحادة التي كان يعاني منها جيفارا طوال حياته، إلا أنه برع كرياضي وتمتع بالسباحة ولعب كرة القدم والجولف والرماية، بل أصبح أيضاً يقود الدراجات ولا يعرف الكلل ولا الملل. كان لاعباً متعطشا في الرغبي ويلعب في خط النصف في فريق النادي الجامعي لبوينس آيرس. أثناء لعبه للرغبي، اكتسب لقب «فوزر» اختصارا «لفوريبوندو» - التي تعني بالعربية المشتعل - واسم عائلة والدته دي لا سيرنا، لأسلوبه العدواني في اللعب. لقبثوه زملاؤه في المدرسة أيضا «تشانكو» - التي تعني بالعربية الخنزير - لأنه نادراً ما كان يستحم، وكان يرتدي بفخر قميص «الأسبوع».

### حياته الفكرية واهتماماته الأدبية
تعلم جيفارا الشطرنج من والده وبدأ في المشاركة في البطولات المحلية حين بلغ من العمر اثني عشر عاماً. خلال فترة المراهقة وطوال حياته كان غيفارا متحمسا للشعر، وخصوصاً للشاعر بابلو نيرودا وجون كيتس وأنطونيو ماتشادو وفيديريكو غارسيا لوركا وغبريالا ميسترال وقيصر باييخو ووالت ويتمان. وكان يمكنه اقتباس أبيات من الشعر لروديارد كبلنغ وأيضاً لخوسيه هيرنانديز عن ظهر قلب. كان منزل جيفارا يحتوي على أكثر من ثلاثة آلاف كتاب، مما سمح له أن يكون قارئا متحمسا وانتقائيا، حيث اهتم بالقراءة عن كارل ماركس وويليام فوكنر وأندريه جيد واميليو سالغاري وجول فيرن. إضافة إلى ذلك، كان جيفارا يقرأ أعمال جواهر لال نهرو وفرانز كافكا وألبير كامو وفلاديمير لينين وجان بول سارتر، وكذلك أناتول فرانس وفريدريك إنجلز وهربرت جورج ويلز وروبرت فروست.
عندما كبر جيفارا أصبح يهتم بالقراءة لكتاب أمريكا اللاتينية مثل هوراسيو كيروغا وسيرو أليغريا وخورخي إيكازا وروبين داريو وميغيل استورياس. قام جيفارا بتدوين أفكار العديد من هؤلاء الكتاب في كتاباته الخاصة بخط يده مع مفاهيمه وتعاريفه، وفلسفات المثقفين البارزين من وجهة نظره، وقام أيضاً ببعض الدراسات التحليلية لبوذا وأرسطو، بجانب دراسته لبرتراند راسل عن المحبة والوطنية، والمجتمع من جاك لندن وفكرة نيتشه عن الموت. فتبنى جيفارا أفكار سيغموند فرويد حيث أخذ عنه في مجموعة متنوعة من المواضيع مثل الأحلام والرغبة الجنسية والنرجسية وعقدة أوديب. شملت مواضيعه المفضلة في المدرسة الفلسفة والرياضيات والهندسة والعلوم السياسية وعلم الاجتماع والتاريخ وعلم الآثار. في 13 فبراير شباط عام 1958، نشرت وكالة المخابرات المركزية «السيرة الذاتية والتقرير الشخصي» السريين الذين أشارا إلى أن غيفارا كان يتمتع بخلفية متنوعة من الاهتمامات الأكاديمية والفكر، ووصفته بأنه «قارئ جيد» وعلقت «أن تشي مثقف رغم كونه من أصل لاتيني».

### رحلة الدراجة النارية

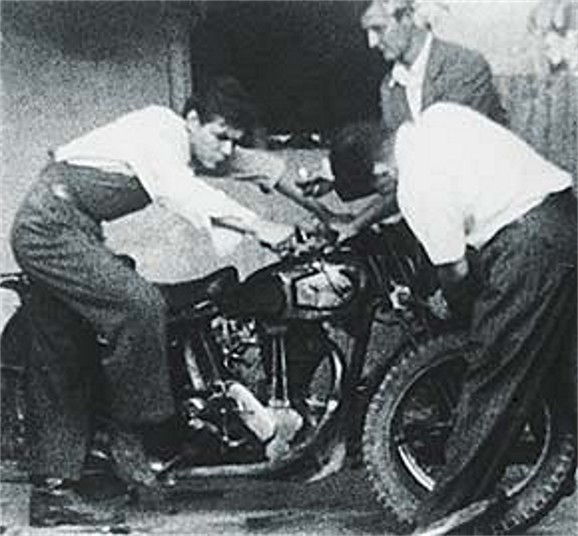
غيفارا يصلح دراجته النارية التي استخدمها في رحلته بمرافقة ألبيرتو غرانادو.

دخل غيفارا جامعة بوينس آيرس عام 1948م لدراسة الطب. وفي عام 1951م، أخذ إجازة لمدة سنة للشروع في رحلة يعبر فيها أمريكا الجنوبية على الدراجة النارية مع صديقه ألبيرتو غرانادو. كان الهدف النهائي يتمثل في قضاء بضعة أسابيع من العمل التطوعي في مستعمرة سان بابلو لمرضى الجذام في البيرو على ضفاف نهر الامازون.
في الطريق إلى ماتشو بيتشو التي تقع عاليا في جبال الأنديز، شعر جيفارا بالذهول لشدة فقر المناطق الريفية النائية، حيث يعمل الفلاحون في قطع صغيرة من الأراضي المملوكة من قبل الملاك الأثرياء. في رحلته أبدى جيفارا إعجابه بالصداقة الحميمة بين أولئك الذين يعيشون في مستعمرات الجذام، قائلاً «إنه أعلى أشكال التضامن البشري والولاء الذي ينشأ بين الناس في ظل الوحدة واليأس من هذا القبيل.» استخدم جيفارا المذكرات التي اتخذها خلال هذه الرحلة لكتابة كتاب بعنوان يوميات دراجة نارية والذي أصبح الكتاب الأكثر مبيعاً كما وصفته نيويورك تايمز، حيث نال لاحقاً جائزة في 2004م عن فيلم مقتبس منه يحمل نفس الاسم.
وفي نهاية هذه الرحلة وصل جيفارا إلى استنتاج بأن أمريكا اللاتينية ليست مجموعة من الدول المنفصلة، ولكنها كيان واحد يتطلب إستراتيجية تحرير على نطاق القارة. كان مفهومه عن الولايات المتحدة لقارة أمريكا من أصل إسباني بلا حدود والتي تتقاسم تراثا لاتينيا مشتركاً، موضوعاً بارزاً تكرر خلال نشاطاته الثورية لاحقاً.
لدى عودته إلى الأرجنتين أكمل دراسته وحصل على شهادة الطب في يونيو 1953م مما جعله رسمياً «إرنستو غيفارا». ومن خلال أسفاره إلى أمريكا اللاتينية، استنتج غيفارا وجود «اتصال وثيق بين الفقر والجوع والمرض» مع «عدم القدرة على علاج طفل بسبب عدم وجود المال» و«غيبوبة استفزاز الجوع المستمر والعقاب» التي تؤدي بالأب إلى «قبول فقدان الابن على أنه حادث غير مهم».
أقنعت هذه التجارب التي يستشهد بها جيفارا، أنه من أجل «مساعدة هؤلاء الناس»، يحتاج إلى ترك مجال الطب، والنظر في الساحة السياسية بحثاً عن الكفاح المسلح.

## غواتيمالا في حكم أربينز وشركة الفواكه المتحدة

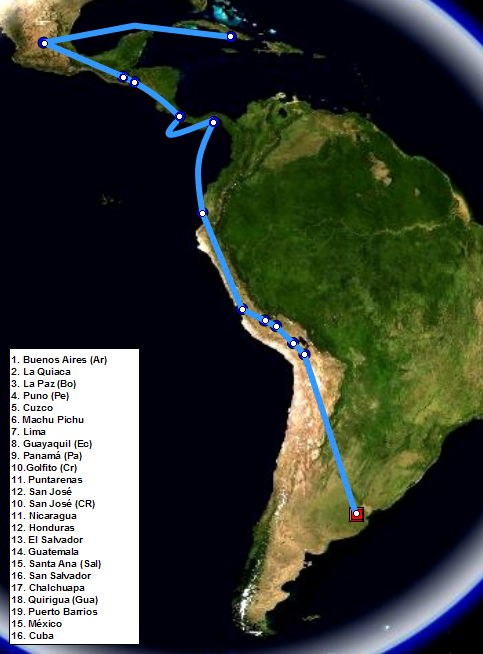
خارطة أسفار تشي غيفارا بين عامي 1953 و1956، بما في ذلك سفره على متن الغرانما

انطلق غيفارا مرة أخرى في يوم 7 يوليو عام 1953، وهذه المرة إلى بوليفيا وبيرو والإكوادور وبنما وكوستاريكا ونيكاراغوا وهندوراس والسلفادور. وفي يوم 10 ديسمبر من عام 1953، قبل أن يذهب إلى غواتيمالا، أرسل غيفارا رسالة إلى عمته بياتريس القاطنة في سان خوسيه في كوستاريكا. في الرسالة تحدث غيفارا عن عبور ممتلكات شركة الفواكه المتحدة والذي أقنعه بالواقع «الرهيب» للرأسمالية «الاخطبوط». حمل هذا السخط نبرة «الرغبة في الانتقام» الذي اعتمد عليه لإخافة المزيد من أقاربه المحافظين واستمر مع غيفارا حتى عندما أقسم على قبر جوزيف ستالين عندما توفي، أنه لن يرتاح حتى «يتم التغلب على هذه الأخطبوطات». وصل غيفارا إلى غواتيمالا في نفس الشهر حيث كان الرئيس خاكوبو أربينيز يرأس حكومة منتخبة ديمقراطياً وكان يحاول من خلال إصلاح الأراضي وغيرها من المبادرات إلى وضع حد لنظام الإقطاع. لإنجاز هذا الهدف، قام الرئيس أربينز بسن برنامج كبير لإصلاح الأراضي، حيث كان من المقرر أن يتم مصادرة جميع أجزاء الأراضي غير المستزرعة ذات الحيازات الكبيرة وإعادة توزيعها على الفلاحين المعدمين. أكبر مالك للأراضي وواحد من أكثر الملاك تضررا من هذه الإصلاحات هي شركة الفواكه المتحدة والتي قامت حكومة أربينز بالفعل بسحب أكثر من 225.000 فدان من ملكيتها. بعد شعوره بالرضا من الطريقة التي اتخذتها هذه الدولة، قرر غيفارا أن يستقر في غواتيمالا وذلك «لتهيئة نفسه وإنجاز ما قد يكون ضرورياً من أجل أن يصبح ثوريا حقاً».
في مدينة غواتيمالا، سعى غيفارا للتعرف على هيلدا جاديا أكوستا وهي مواطنة من البيرو تعمل بالاقتصاد والتي كان لديها العديد من المعارف السياسية بصفتها عضواً في التيار اليساري في حزب التحالف الشعبي الثوري (أمريكانا). قدمت غيفارا إلى عدد من المسؤولين رفيعي المستوى في حكومة أربينز. بعد ذلك تعرف غيفارا على مجموعة من المنفيين الكوبيين المرتبطين بفيديل كاسترو عن طريق هجوم 26 يوليو 1953 على ثكنة مونكادا في سانتياغو دي كوبا واكتسب غيفارا لقبه الشهير خلال هذه الفترة نظرا إلى الاستخدام المتكرر للاختصار الأرجنتيني (تشي) وهي كلمة عامية عارضة يتم استخدامها على غرار الرفيق أو الصديق.
لم تكلل محاولات غيفارا للحصول على التدريب الطبي بالنجاح وكان وضعه الاقتصادي يمنعه من ذلك في كثير من الأحيان. وفي 15 مايو 1954 تم إرسال مجموعة من المشاة المحملين بمدافع سكودا والأسلحة الخفيفة من قبل تشيكوسلوفاكيا الشيوعية لحكومة أربينز حيث وصلت إلى «بويرتو باريوس»، نتيجةً لذلك، غزت وكالة المخابرات المركزية الأمريكية والجيش البلاد وثبتت اليميني الديكتاتوري كارلوس كاستيلو أرماس في الحكم. كان غيفارا تواقا للقتال نيابة عن أربينز، بل وانضم إلى الميليشيات المسلحة التي نظمتها الشبيبة الشيوعية لهذا الغرض، لكنه شعر بالإحباط نتيجة لتقاعس الجماعة عن العمل وسرعان ما عاد إلى مهام الرعاية الطبية، وفي أعقاب الانقلاب تطوع للقتال مرة أخرى، لكن بعد فترة وجيزة لجأ أربينز إلى السفارة المكسيكية ونصح مؤيديه الأجانب بمغادرة البلاد، نداءات غيفارا المتكررة للمقاومة تمت ملاحظتها من قبل مؤيدي الانقلاب، وتم إعلان الرغبة في اغتياله. بعد إلقاء القبض على هيلدا جاديا، سعى غيفارا إلى الاحتماء بالقنصلية الأرجنتينية حيث ظل هناك حتى حصل على تصريح الخروج الآمن. بعد ذلك ببضعة أسابيع انطلق إلى المكسيك. تزوج غيفارا من هيلدا جاديا في المكسيك في سبتمبر من عام 1955.
عززت عملية التدخل للإطاحة بنظام أربينز وجهة نظر غيفارا تجاه الولايات المتحدة باعتبارها القوة الاستعمارية التي من شأنها أن تعارض وتحاول تدمير أي حكومة تسعى لمعالجة عدم المساواة الاجتماعية والاقتصادية المستوطنة في أمريكا اللاتينية وغيرها من البلدان النامية. كان غيفارا على اقتناع بأن تحقيق الماركسية لا يتم إلا من خلال الكفاح المسلح الذي يدافع عنه الشعب المسلح والطريق الوحيد لتصحيح مثل هذه الظروف وذلك بتعزيزها. كتبت هيلدا جاديا بأن "غواتيمالا هي التي أقنعته أخيراً بضرورة الكفاح المسلح، وعلى أخذ زمام المبادرة ضد الإمبريالية. عندما حان وقت الرحيل كان هو حينها واثقاً من هذا.

## مدينة مكسيكو والاستعدادات

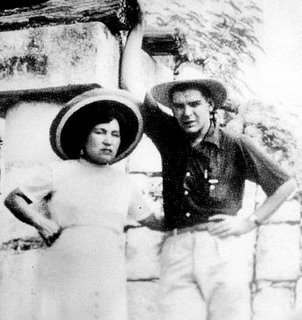
غيفارا مع زوجته الأولى هيلدا جاديا في تشيتشن إيتزا في رحلة شهر العسل.

وصل غيفارا إلى مدينة مكسيكو في مطلع سبتمبر عام 1954. عمل في قسم الحساسية في المستشفى العام، إضافة إلى إلقاء محاضرات حول الطب في الجامعة الوطنية المستقلة في المكسيك وعمل كمصور صحفي لاتيني لوكالة الأنباء. خلال هذا الوقت جدد صداقته مع نيكو لوبيز وغيرهم من المنفيين الكوبيين الذين كان قد التقى بهم في غواتيمالا. في يونيو 1955، قدم له لوبيز راؤول كاسترو الذي عرفه في وقت لاحق بأخيه الأكبر فيدل كاسترو الزعيم الثوري الذي شكل حركة 26 يوليو وأصبح الآن يخطط للإطاحة بالديكتاتور باتيستا.
خلال نقاش طويل مع كاسترو في أول اجتماع لهما خلص غيفارا إلى أن قضية هذا الكوبي هي ما كان يبحث عنه، وقبل الفجر كان قد انضم عضوًا فيما يسمى بحركة 26 يوليو. منذ هذه النقطة في حياة غيفارا، أصبح يعتبر الولايات المتحدة تسيطر على التكتلات بتثبيت ودعم الأنظمة القمعية في مختلف أنحاء العالم، في هذا السياق اعتبر باتيستا دمية الولايات المتحدة التي يجب إزالتها.
على الرغم من أنه كان من المقرر أن يكون مسعف المجموعة القتالية، إلا أنه شارك في التدريبات العسكرية مع أعضاء الحركة. كان الجزء الرئيسي من التدريب يتمثل في تعلم تكتيكات الكر والفر في حرب العصابات. خضع غيفارا وغيره لتدريبات شاقة تشمل مسيرات طوال خمسة عشر ساعة في الجبال وعبر الأنهار وخلال شجيرات كثيفة، وتعلم وأتقن إجراءات الكمين والتراجع السريع. منذ البداية كان غيفارا الطالب المثالي لألبرتو بايو بين هؤلاء في مجال التدريب، وسجل أعلى مستوى في كافة الاختبارات المعنية. في نهاية الدورة تم تسميته «أفضل مقاتل» من قبل المدرب والعقيد بايو.

## الثورة الكوبية

### الغزو والحروب وسانتا كلارا

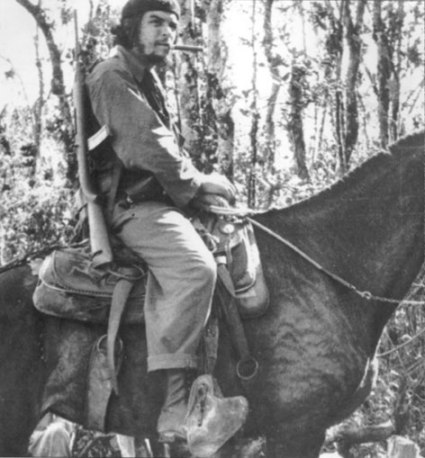
غيفارا يركب بغلة في مقاطعة لاس فيلياس في كوبا نوفمبر 1958

كانت الخطوة الأولى في خطة كاسترو الثورية الهجوم على كوبا من المكسيك عبر غرانما وهو مركب قديم يرشح. قاموا بتحديد يوم 25 نوفمبر 1956 للهجوم على كوبا. قام جيش باتيستا بالهجوم عليهم بعد الهبوط مباشرةً، وقتل العديد من الاثنين والثمانين مقاتلا في الهجوم الذي وقع ولم ينج منهم سوى 22 رجلاً. كتب غيفارا أنه خلال هذه المواجهة الدامية ألقى باللوازم الطبية والتقط صندوقا من الذخيرة من مخلفات أحد رفاقه الهاربين وكانت هذه الخطوة الحاسمة حيث ترك نهائياً الطب وأصبح مقاتلا.
ظلت مجموعة صغيرة من الثوار على قيد الحياة لإعادة القوة القتالية الرثة للمجموعة في عمق جبال سييرا مايسترا حيث تلقت دعماً من شبكة حرب العصابات في المدن ومن فرانك باييس وكذلك حركة 26 يوليو والفلاحين المحليين مع انسحاب المجموعة إلى سيراليون، تساءل العالم عما إذا كان كاسترو حيا أو ميتاً حتى أوائل عام 1957 عندما تمت المقابلة مع «هربرت ماثيوز» وظهرت في مقال بصحيفة نيويورك تايمز، المقالة المقدمة قامت بتصوير دائم، شبه الأسطوري لصورة كاسترو ورجال حرب العصابات، لم يكن غيفارا حاضراً للمقابلة، ولكنه في الأشهر التي تلت بدأ يدرك أهمية وسائل الإعلام في نضالهم. في هذا الوقت كانت اللوازم في انخفاض وكذلك الروح المعنوية، وعانى غيفارا من حساسية بسبب لدغات البعوض التي أسفرت عن خراجات مؤلمة بحجم الجوز على جسده، اعتبر غيفارا هذه المرحلة «الأكثر إيلاما في الحرب».
مع استمرار الحرب، أصبح غيفارا جزءاً لا يتجزأ من الجيش والمتمردين، وأقنع كاسترو بقدراته ودبلوماسيته وصبره. أقام غيفارا مصانع لتصنيع القنابل اليدوية، وقام ببناء أفران لصنع الخبز ودرس المجندين الجدد التكتيكات، ونظم المدارس لتعليم الفلاحين الأميين القراءة والكتابة. وعلاوة على ذلك أنشأ غيفارا العيادات الصحية وورش عمل لتعليم التكتيكات العسكرية وصحيفة لنشر المعلومات. الرجل الذي بعد ثلاث سنوات أطلقت عليه مجلة تايم لقب: عقل الثورة في هذه المرحلة تمت ترقيته من قبل فيدل كاسترو إلى القائد الثاني في الجيش.
باعتباره المحارب الوحيد في مرتبة قائد إلى جانب فيدل كاسترو، كان غيفارا قاسيا للغاية بشأن انضباط المنشقين الذين تم إطلاق النار عليهم من دون تردد، تمت معاقبة الهاربين على أنهم خونة وغيفارا كان معروفاً بإرسال فرق إعدام لمطاردة الذين يسعون للهروب بدون إذن، نتيجة لذلك أصبح غيفارا يخشى لوحشيته وقسوته. خلال حملة حرب العصابات كان غيفارا المسؤول كذلك عن تنفيذ أحكام الإعدام على الفور للرجال المتهمين بالتخابر أو الفارين أو الجواسيس في كثير من الأحيان.

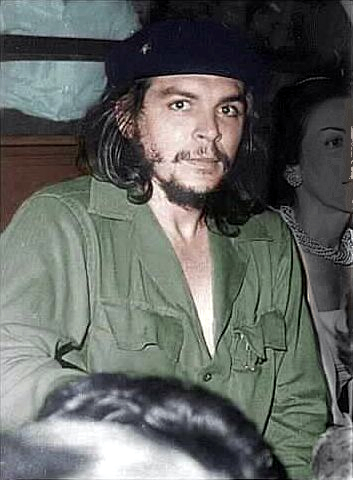
العلامة المميزة لغيفارا زيه العسكري الأخضر الزيتوني في 2 يونيو 1959.

على الرغم من أن غيفارا حافظ على النظام القاسي والشديد، إلا أنه كان ينظر لدور القائد كالمعلم وكان يقوم بالترفيه عن رجاله أثناء فترات الراحة بين المناوشات وذلك بالقراءة لأمثال روبرت لويس ستيفنسون وسرفانتس والشعر الغنائي الإسباني. وصف الضابط القائد الكوبي فيدل كاسترو غيفارا بأنه ذكي وجريء وزعيم مثالي والذي كانت له سلطة معنوية كبيرة على قواته. لاحظ كاسترو كذلك أن غيفارا يقوم بالكثير من المخاطرات حتى أن لديه ميل نحو التهور.
كان لغيفارا دور أساسي في إنشاء محطة إذاعية سرية اسمها راديو ريبيلدي، في فبراير عام 1958، كانت تبث الأخبار للشعب الكوبي مع تصريحات من جانب حركة 26 يوليو ولم يتوفر الاتصال اللاسلكي بين عدد متزايد من المتمردين في أنحاء الجزيرة. كان من الواضح أن مصدر إلهام غيفارا لإنشاء محطة كان من خلال مراقبة فعالية وكالة المخابرات المركزية التي قدمت إذاعة لغواتيمالا لإسقاط حكومة جاكوبو أربينز غوزمان.
في أواخر يوليو عام 1958، لعب غيفارا دوراً حاسماً في معركة لاس مرسيدس باستخدام مجموعة محاربين لوقف استدعاء ألف وخمسمائة رجل من قبل باتيستا كانوا ضمن خطة لتطويق وتدمير قوات كاسترو. بعد سنوات قام الميجور لاري بوكمان من قوات المشاة البحرية الأمريكية بالتحليل وتقدير ووصف تكتيكات تشي لهذه المعركة بأنها رائعة. خلال هذا الوقت أيضا أصبح غيفارا الخبير الرائد في تكتيكات الكر والفر ضد جيش باتيستا، حيث كان يقوم بالضرب ثم يتلاشى مرة أخرى في الريف قبل تمكن الجيش من الهجوم المضاد.
مع استمرار الحرب قام غيفارا بقيادة مجموعة جديدة من المقاتلين غربا للقيام بدفعة نهائية تجاه هافانا، قام غيفارا بالسفر مشيا على الأقدام واستغرق الأمر 7 أسابيع شاقة حيث كان يتحرك ليلاً فقط لتجنب الكمائن، وكثيراً ما كان لا يأكل لعدة أيام. في الأيام الأخيرة من شهر ديسمبر عام 1958، كان على غيفارا مهمة تقسيم الجزيرة إلى قسمين عن طريق الاستيلاء على مقاطعة لاس فيلياس. في غضون بضعة أيام نفذ سلسلة من الانتصارات التكتيكية الرائعة سمحت له بالسيطرة على جميع المقاطعات ولكن دون العاصمة سانتا كلارا، توجه غيفارا بكتيبته الانتحارية للهجوم على سانتا كلارا، التي أصبحت النهاية الحاسمة للانتصار العسكري للثورة. في الأسابيع الستة التي سبقت معركة سانتا كلارا كانت هناك أوقات كان فيها الرجال محاطين بالكامل والعدو متفوق عليهم عددا وعدة وكادوا يغلبون. انتصر تشي في نهاية المطاف على الرغم من الصعاب الهائلة والتفوق العددي للعدو الذي وصل إلى 10:1، وهذه المعارك تظل في رأي بعض المراقبين حرب قوة ملحوظة ورائعة في الحروب الحديثة.

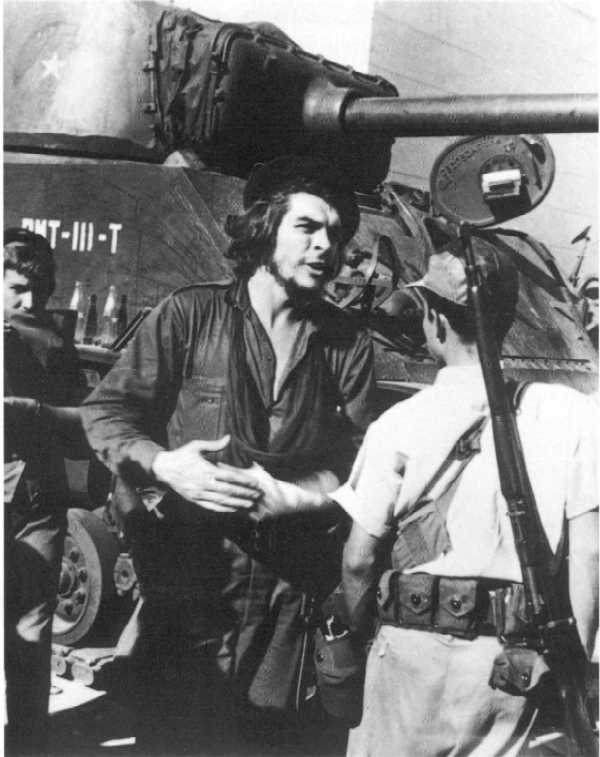
بعد معركة سانتا كلارا، 1 يناير 1959

بث راديو ريبيلدي التقارير الأولى لنجاح قوات غيفارا في احتلال سانتا كلارا ليلة رأس السنة عام 1958. تناقض هذا مع التقارير التي تخضع للرقابة المشددة الصادرة من وسائل الإعلام بالأخبار الوطنية التي أعلنت في مرحلة من المراحل عن وفاة غيفارا أثناء القتال. في الساعة 3 صباحاً، وبتاريخ 1 يناير عام 1959 تم التفاوض على سلام منفصل مع غيفارا وصعد باتيستا على طائرة في هافانا وهرب إلى الجمهورية الدومينيكية مع ثروته التي تقدر بأكثر من 300 مليون دولار عن طريق الكسب غير المشروع والرشاوى. في يوم 2 يناير دخل غيفارا إلى هافانا للسيطرة النهائية على العاصمة. استغرق فيدل كاسترو أكثر من 6 أيام ليصل، وذلك لتوقفه لحشد الدعم في عدة مدن كبيرة في طريقه إلى هافانا في 8 يناير عام 1959.
في فبراير أعلنت الحكومة الثورية غيفارا مواطنا كوبيا تقديراً لدوره في الانتصار. صدر قانون يعطي الجنسية والمواطنة الكاملة لكل من حارب مع الثوار برتبة عقيد، ولم توجد هذه المواصفات سوى في غيفارا الذي عين مديراً للمصرف المركزي وأشرف على محاكمات خصوم الثورة وبناء الدولة في فترة لم تعلن فيها الثورة عن وجهها الشيوعي، وما إن أمسكت الثورة بزمام الأمور - وبخاصة الجيش - حتى قامت الحكومة الشيوعية التي كان فيها غيفارا وزيراً للصناعة وممثلا لكوبا في الخارج ومتحدثا باسمها في الأمم المتحدة. عندما وصلت هيلدا جاديا إلى كوبا في أواخر شهر يناير أخبرها غيفارا أن له علاقة مع امرأة أخرى واتفقا على الطلاق، الذي تم يوم 22 مايو. يوم 2 يونيو عام 1959 تزوج من أليدا مارش وهي عضو كوبي المولد من حركة 26 يوليو والتي كان يعيش معها منذ 1958.

### لا كابانا وإصلاح الأراضي ومحو الأمية
خلال التمرد ضد نظام باتيستا الدكتاتوري، دخلت القيادة العامة لجيش المتمردين بقيادة فيديل كاسترو إلى الأراضي المحررة من قانون العقوبات المعروف باسم لي دي لا سييرا. هذا القانون يتضمن فرض عقوبة الإعدام على الجرائم الخطيرة للغاية سواء التي ارتكبها الدكتاتور أو أنصار الثورة، في عام 1959 نشرت الحكومة الثورية تطبيق القانون على كامل الجمهورية وعلى الذين اعتبرتهم مجرمي حرب وقامت بالقبض عليهم بعد الثورة، وفقا لوزارة العدل الكوبي هذا التعديل الأخير كان مدعوما من غالبية السكان، ويتبع نفس الإجراءات في محاكمات نورمبرغ التي عقدها الحلفاء بعد الحرب العالمية الثانية.

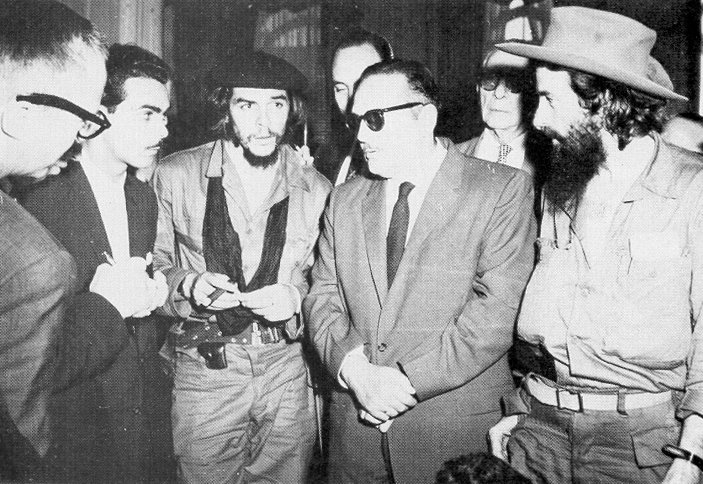
(من اليمين إلى اليسار) زعيم المتمردين كاميلو سيينفيغوس والرئيس الكوبي مانويل أوروتيا وغيفارا (يناير 1959)

لتنفيذ جزء من هذه الخطة قام كاسترو بتنصيب غيفارا قائد لسجن القلعة لا كابانا لمدة خمس أشهر (من 2 يناير إلى 12 يونيو 1959). اهتم غيفارا بتطهير جيش باتيستا وتوطيد انتزاع فوز «العدالة الثورية» ضد الذين يعتبرون خونة (مخبرين) أو من مجرمي الحرب، أثناء عمل غيفارا في منصب قائد لسجن لا كابانا قام باستعراض التظلمات من المدانين خلال عملية المحكمة الثورية. في بعض الحالات كانت العقوبة التي أصدرتها المحكمة هي الموت رميا بالرصاص. جادل راؤول غوميس تريتو مستشار الشؤون القانونية في وزارة العدل الكوبية بان عقوبة الإعدام كانت مبررة من أجل منع المواطنين انفسهم من تحقيق العدالة بأيديهم، كما حدث منذ عشرين عاما في وقت سابق أثناء مكافحة تمرد جيراردو ماشادو. كتب السير الذاتية لاحظت أنه في يناير 1959 كان الجمهور الكوبي «مزاج الإعدام خارج نطاق القانون»، وأشار إلى استفتاء في تلك الفترة يظهر 93% من التأييد الشعبي لعملية التحكيم، لقى 20.000 من الكوبيين مصرعهم على يد أعوان باتيستا، وكثير من الذين حكم عليهم بالإعدام كانوا متهمين بالتعذيب والاعتداءات البدنية، حكومة السلطة الحديثة نفذت عمليات الإعدام «دون احترام للإجراءات القانونية الواجبة». على الرغم من أن العدد الدقيق مختلف عليه، فمن المقدر أن عدة مئات من الأشخاص أعدموا خلال هذا الوقت.
توجد آراء متضاربة حول مدى سعادة غيفارا إزاء عمليات الإعدام في مدينة لوس انجلوس بسجن لا كابانا، نشر بعض كتاب السيرة المعارضة تقرير بأنه استمتع بطقوس الإعدام رميا بالرصاص، ونظم لها بحماسة واندفاع. ولكن ما اعترف به جميع الأطراف هو ان غيفارا أصبح رجل أكثر صرامة لا يتورع عن تطبيق عقوبة الإعدام أو القيام بإجراءات سريعة أو القيام بالمحاكمات الجماعية، إذا كان السبيل الوحيد «للدفاع عن الثورة هو تنفيذ أحكام الإعدام على أعدائها فإنه لن يتأثر بالحجج الإنسانية أو السياسية». ويعضد هذا الرأى رسالة وجدت في 5 فبراير 1959 بين لويس لوبيز باريديس في بوينس آيرس وغيفارا حيث أقر الأخير بشكل لا لبس فيه «إن إطلاق النار من قبل فرق الإعدام ليست مجرد ضرورة لشعب كوبا ولكنها أيضا فرض».

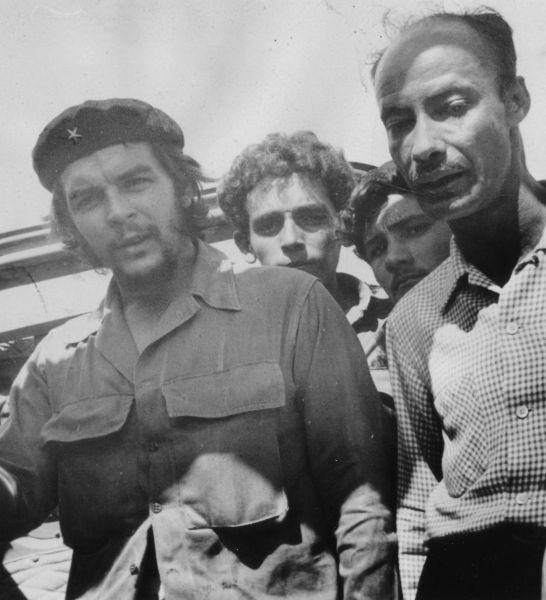
غيفارا مع بعض المزارعين.

أهتم غيفارا بجانب ضمان «العدالة الثورية» في وقت مبكر بأمر رئيسى آخر وهو إصلاح الأراضي الزراعية، بعد نجاح الثورة على الفور تقريبا في 27 يناير 1959 ألقى تشي غيفارا واحدا من أهم خطاباته، حيث تحدث عن «الأفكار الاجتماعية لجيش المتمردين» وخلال هذا الخطاب أعلن أن الهم الرئيسي للحكومة الكوبية الجديدة هو «العدالة الاجتماعية والذي يأتى من إعادة توزيع الأراضي». وبعد بضعة أشهر في 17 مايو عام 1959 وضع «قانون الإصلاح الزراعي» ودخل حيز التنفيذ مما حدد حجم جميع المزارع إلى 1.000 فدان، أي حيازات أكثر من هذه الحدود تمت مصادرتها من قبل الحكومة وإعادة توزيعها على الفلاحين في شكل 67 فدان أو قدمت للبلديات التي تديرها الدولة. وينص القانون أيضا على أنه لا يمكن لمزارع قصب السكر أن تكون مملوكة من قبل الأجانب.
يوم 12 يونيو عام 1959 أرسل كاسترو غيفارا في جولة لمدة ثلاثة أشهر لأربعة عشرة بلدا معظمها من حلف باندونغ ودول بأفريقيا وآسيا، إرسال غيفارا بعيدا عن هافانا سمح لكاسترو بأن يبدو بعيدا عن تشي الذي كان متعاطف مع الماركسية والتي أزعجت كل من الولايات المتحدة وبعض أعضاء حركة كاسترو حركة 26 يوليو. قضى غيفارا 12 يوما في اليابان (من يوليو 15 إلى 27) وشارك في المفاوضات لتوسيع علاقات كوبا التجارية مع هذا البلد، خلال هذه الزيارة قام غيفارا سرا بزيارة مدينة هيروشيما، حيث كان الجيش الأميركي قد فجر قنبلة نووية قبل 14 عاما، صدم غيفارا مما شاهده خلال زيارته إلى المستشفى حيث كان به الناجين من القنبلة تحت العلاج.
لدى عودته إلى كوبا في سبتمبر 1959 كان لكاسترو الآن سلطة سياسية أكبر، كانت الحكومة قد بدأت في الاستيلاء على الأراضي المدرجة في قانون الإصلاح الزراعي، ولكن كان عليها التحوط وتقديم تعويضات لملاك الأراضي وبدلا من ذلك قامت بتقديم «سندات» الفائدة المنخفضة مما وضع الولايات المتحدة في حالة تأهب. عند هذه النقطة مربي الماشية المتضررين من الأثرياء في «كاماغوي» قاموا بشن حملة ضد إعادة توزيع الأراضي مع المجندين حديثا الساخطين وزعيم المتمردين هوبر ماتوس، الذي وقف جنبا إلى جنب مع الجزء المعارض للجناح الشيوعي وحركة 26 يوليو انضم إليهم في استنكار للتعدي الشيوعي، خلال هذا الوقت قدم دكتاتور الدومينيك «رافائيل تروخيلو» المساعدة إلى «فيلق مناهضة الشيوعية لمنطقة البحر الكاريبي» الذي كان يتدرب في جمهورية الدومينيكان، هذه القوة متعددة الجنسيات في معظمها كانت مؤلفة من الإسبان والكوبيين وأيضا من الكروات والألمان واليونانيين والجناح الأيمن للمرتزقة، الذين كانوا يخططون للإطاحة بنظام كاسترو الجديد.
تزايدت هذه التهديدات يوم 4 مارس 1960 عندما حدث انفجارين قاموا بهز سفينة الشحن الفرنسية «لا كوبر» والتي كانت تحمل ذخائر بلجيكية من ميناء انتويرب، ورست في مرفأ هافانا، الانفجارين أسفرا عن مقتل ما لا يقل عن 76 شخصا وإصابة عدة مئات وقديم غيفارا شخصيا الإسعافات الأولية لبعض الضحايا، اتهم الزعيم الكوبي فيدل كاسترو على الفور وكالة المخابرات المركزية بالقيام «بالعمل الإرهابي» وعقدت جنازة رسمية في اليوم التالي لضحايا الانفجار. حضر حفل التأبين ألبرتو كوردا وأخذت الصورة الشهيرة لتشي غيفارا التي تعرف الآن باسم «زعيم حرب العصابات» (كما هو موضح في قالب المقال).
هذه التهديدات المتصورة دفعت كاسترو للقيام بالمزيد من الثورة مضادة، والاستفادة من غيفارا بشكل جذري لزيادة سرعة إصلاح الأراضي لتنفيذ هذه الخطة أنشئت وكالة حكومية جديدة هي «المعهد الوطني للإصلاح الزراعي» (اينرا) كإدارة جديدة لتنفيذ قانون الإصلاح الزراعي وسرعان ما أصبحت هي أهم هيئة حكومية في البلاد برئاسة غيفارا بوصفه وزيرا للصناعة. تحت قيادة غيفارا نشأت الميليشية الخاصة لاينرا بقوامة 100.000 شخص وتستخدم أولا لمساعدة الحكومة على السيطرة على الأراضي المصادرة والإشراف على التوزيع، وبعد ذلك لإنشاء المزارع التعاونية، شملت الأراضي المصادرة 480.000 فدان مملوكة لشركات أمريكية. وعلى سبيل الانتقام قام الرئيس الأميركي دوايت ايزنهاور بتخفيض حاد في الواردات من السكر الكوبي (المحصول النقدي الرئيسي لكوبا) مما جعل غيفارا يوم 10 يوليو عام 1960 بالقاء خطاب أمام أكثر من 100.000 عامل امام القصر الرئاسي في مسيرة دعا فيها إلى شجب تصرف الولايات المتحدة ووصفه «بالعدوان الاقتصادي».

### الرجل الجديد وخليج الخنازير وأزمة الصواريخ

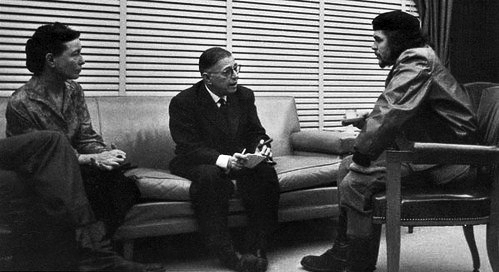
اجتماع مع الفيلسوف الوجودي الفرنسي جان بول سارتر وسيمون دي بوفوار في مارس من عام 1960. بالإضافة إلى لغته الإسبانية كان غيفارا يجيد اللغة الفرنسية بطلاقة.

حصل غيفارا بعدها على وظيفة إضافية وهي منصب رئيس البنك الوطني والتي وضعت تشي في ذروة قوته إضافة إلى كونه وزير الصناعة وجعلته القيصر "الافتراضي" للاقتصاد الكوبي. كان أول أهدافه هو تنويع اقتصاد كوبا فضلا عن القضاء على الحوافز المادية لصالح الدوافع الأخلاقية. كان ينظر إلى الرأسمالية على أنها مسابقة "بين الذئاب" حيث "لا يسعى المرء إلا بالفوز على حساب الآخرين" وبالتالي المطلوب أن نرى إنشاء "الرجل والمرأة الجديدين". شدد غيفارا باستمرار على أن الاقتصاد الاشتراكي في حد ذاته لا "يستحق كل هذا الجهد والتضحية ومخاطر الحرب والدمار" إذا انتهى بتشجيع "الجشع والطموح الفردي على حساب الروح الجماعية. وهكذا أصبح الهدف الرئيسي لغيفارا هو إصلاح "الوعي الفردي" والقيم على تقديم أفضل العمال والمواطنين. في رأيه كان على "الرجل الجديد" لكوبا أن يكون قادرا على التغلب على الأنانية وحب الذات الذين كان يكرههما بشكل شديد لأنهما سمة من سمات الأفراد في المجتمعات الرأسمالية. قال غيفارا ما يلي في وصف هذا الأسلوب الجديد من التنمية:
| تشي جيفارا | هناك فرق عظيم ما بين تنمية المشاريع الحرة وبين التنمية الثورية. في إحداهما تتركز الثروة في أيدي محظوظين قليلين أصدقاء الحكومة، وأفضل تجار السيارات والدراجات النارية وفي الآخر تتركز الثروة في تراث الشعب. | تشي جيفارا |

من معتقدات غيفارا أن هناك جزء لا يتجزأ من مواصلة تعزيز الشعور «بالوحدة الوطنية بين الفرد والجماعة» وهو العمل التطوعي. لعرض هذا، قام غيفارا بالقيادة وتقديم المثل، وهذا عن طريق العمل «إلى ما لا نهاية في وظيفته في الوزارة في مجال البناء وحتى قطع قصب السكر» في أيام عطلته. كان معروفا بالعمل 36 ساعة متواصله داعيا لاجتماعات بعد منتصف الليل وتناول الطعام بشكل عارض. وكان هذا السلوك يليق بغيفارا في طريقته الجديدة للتحفيز المعنوى حيث كان المطلوب من كل عامل الآن تلبية حصة وإنتاج عدد معين من السلع ومع ذلك تم إلغاء الزيادات في الأجور وذلك بتقديم بديل وهو نظام يسمح للعمال عند تجاوز حصتهم الحصول على شهادة ثناء في حين أن العمال الذين فشلوا في الوفاء بحصصهم يتم تخفيض أجورهم. دافع غيفارا عن فلسفته الشخصية والدافع ورائها قائلا:
| تشي جيفارا | هذا لا يعني كم يستطيع أحدهم أن يأكل ولا يعني كم مرة يذهب إلى الشاطئ في السنة أو كم قطعة من الحلي يستطيع أحدهم أن يشتري من خارج البلاد بمصروفه الحالي. ما يهم فعلا هو أن يشعر الفرد أكثر اكتمالا مع ثراء داخلي أكبر ومسؤولية أكبر. | تشي جيفارا |

بغض النظر عن مزايا أو عيوب المبادئ الاقتصادية لغيفارا وبرامجه الذي انتهى قريبا بالفشل. برنامج غيفارا «للحوافز المعنوية» للعمال تسبب بانخفاض سريع في الإنتاجية وارتفاع سريع في التغيب عن العمل. في 17 نيسان 1961، دربت الولايات المتحدة ألفا وأربعمائة من المنفيين الكوبيين لغزو الجزيرة في حادثة غزو خليج الخنازير. لم يلعب غيفارا بنفسه دورا أساسيا في القتال لأن قبل يوم من الغزو قامت سفينة حربية تنقل قوات مشاة البحرية مزورة بالغزو قبالة الساحل الغربي لبينار دل ريو، وتم توجيه القوات بقيادة غيفارا إلى تلك المنطقة. ومع ذلك يعطي المؤرخون غيفارا الفضل حيث كان مديرا تنفيذيا للقوات المسلحة الكوبية في ذلك الوقت ومن حقه حصة من هذا النصر. شرح الكاتب تاد شولك الفوز الكوبي الذي يسند بعض الفضل لغيفارا قائلا: إن الثوريين فازوا لأن تشي غيفارا بصفته رئيسا لإدارة القوات المسلحة الثورية والمسؤول عن برنامج تدريب الميليشيات قاموا بإعداد جيد جدا ل200.000 من الرجال والنساء للحرب. كما أصيب غيفارا خلال هذا الانتشار من مرور رصاصة بخده من مسدسه عندما سقط من الحافظة وانطلقت الطلقة بطريق الخطأ.
في أغسطس 1961 على هامش المؤتمر الاقتصادي لمنظمة الدول الأمريكية في بونتا دل استي في أوروغواي، أرسل تشي غيفارا مذكرة «امتنان» للرئيس الأميركي جون كينيدي عن طريق ريتشارد غودوين - وهو سكيرتير شاب في البيت الأبيض - نصها كما يلي: شكرا لما حدث في خليج الخنازير. قبيل هذا الغزو كان الثوار غير واثقين من أنفسهم والآن هم أقوى من أي وقت مضى. قام وزير الخزانة دوغلاس ديلون بعرض ردا من الولايات المتحدة للتحالف من أجل التقدم التصديق عليه من قبل الجلسة وهاجم غيفارا بعدوانية مطالبة الولايات المتحدة بكونها ديمقراطية مشيرا إلى أن مثل هذا النظام لا يتوافق مع ما يحدث من الطغمة المالية والتمييز ضد السود والاعتداء من قبل جماعة كو كلوكس كلان. استمر غيفارا متحدثا ضد الاضطهاد أنه في رأيه قاد علماء مثل اوبنهايمر لعزلهم من وظائفهم، انهى غيفارا تصريحاته بتلميح ساخرا من أن الولايات المتحدة ليست مهتمة باقامة إصلاحات حقيقية. الخبراء الأمريكيون لا يتحدثون أبدا عن الإصلاح الزراعي ويفضلون مواضيع آمنة مثل تحسين إمدادات المياه. باختصار يبدو أنها تستعد لثورة المراحيض.
كان غيفارا مهندسا عمليا للعلاقات الكوبية السوفيتية، ثم لعب دورا رئيسيا في جلب الأسلحة النووية والصواريخ الباليستية إلى كوبا من الاتحاد السوفيتي والتي أدت إلى أزمة الصواريخ الكوبية في أكتوبر 1962 وجعلت العالم على شفى الحرب النووية. خلال مقابلة مع الصحيفة الشيوعية البريطانية العمال اليومية بعد أسابيع قليلة من الأزمة كان غيفارا لا يزال غاضبا بسبب الخيانة المتصورة من السوفييت وذكر أنه إذا كانت الصواريخ تحت السيطرة الكوبية لكانوا قد أطلقوها على الفور. أشار المراسل البريطاني سام راسل الذي تحدث إلى غيفارا في ذلك الوقت، إلى مشاعر مختلطة واصفا إياه بأنه شخصية دافئة وأنه رجل استخبارات كبير لكن الصواريخ بالنسبة له هي كالمفرقعات، أقنعت أزمة الصواريخ غيفارا بأن اثنين من القوى العظمى في العالم - الولايات المتحدة والاتحاد السوفياتي - تستخدم كوبا بمثابة رهان في إستراتيجياتها العالمية. بعد ذلك أصبح يندد بالسوفيات تقريبا مع كل شجب للأمريكيين.

### نضالاته
كره تشي اتكال الثورة الكوبية على الاتحاد السوفيتي، واستمر في ابتكار وسائل أخرى للحصول على التمويل وتوزيعه. ولأنه الوحيد الذي درس فعلا أعمال كارل ماركس بين قادة حرب العصابات المنتصرين في كوبا، فإنه كان يحتقر التحريفيين ومافيا الحزب الذين صعدوا على أكتاف الآخرين في اتحاد الجمهوريات الاشتراكية السوفيتية، وفي كوبا أيضا.
كشف (آي إف ستون) كيف انهمك تشي جيفارا في نقاش علني، أثناء مؤتمر في مدينة بونتي ديل استي بالأوروغواي مبكرا في 1961 (وهو المولود في الأرجنتين حيث درس الطب هناك) مع بعض شباب اليسار الجديد من نيويورك. أثناء تلك المناقشة، مر بهم اثنان من جهاز الحزب الشيوعي الأرجنتيني. لم يستطع جيفارا أن يمنع نفسه من الصياح بصوت عال، «هيي، لماذا أنتم هنا، أمن أجل أن تبدأوا الثورة المضادة؟»
مثل تشي الكثيرين في الحركة الناشئة إرادتهم على الحركات الثورية للسكان الأصليين.
وبالفعل فإن الثورة في كوبا، على عكس المفاهيم المعاصرة للكثيرين في الولايات المتحدة اليوم، كانت مستقلة، وفي بعض الأحيان معارضة للحزب الشيوعي الكوبي. ولقد أخذ بناء مثل هذه العلاقة -التي لم يكن من السهل صنعها- عدة سنوات فقط بعد الثورة ونجحت في أخذ سلطة الدولة وتأسيسها، دافعة إلى الاندماج بين القوى الثورية والحزب -الاندماج الذي لم يضع نهاية لمشاكل جيفارا والثورة الكوبية نفسها.
إحدى تلك المشاكل هي اعتماد كوبا المتزايد على الاتحاد السوفيتي (في بعض الأوجه يماثل الاعتماد المتزايد لبعض المنظمات الراديكالية على منح المؤسسات في صورة أموال ولوازم لولبية أخرى). قررت الحكومة أثناء احتياجها اليائس للنقد من أجل شراء لوازم شعبها الضرورية -وبعد نقاش مرير- قررت أن تضيع فرصة تنويع الزراعة في كوبا من أجل التوسع في محصولها النقدي الرئيسي، قصب السكر، الذي يتم تبادله أمام البترول السوفيتي، لتستهلك جزء من هذا البترول وتعيد بيع الباقي في السوق العالمي. وبالتدريج فقدت كوبا، بالرغم من تحذيرات تشي (والآخرين)، القدرة على إطعام شعبها نفسه -وهي المشكلة التي بلغت أبعادا مدمرة بانهيار الاتحاد السوفيتي عام 1991.
وهي نفس الأزمات التي أحدقت بالاتحاد السوفيتي والدول التي كان معترفا بها كدول اشتراكية عندما سعوا وراء النموذج الصناعي للتنمية وحاولوا أن يدفعوا ثمنه بالإنتاج والتنافس في السوق العالمي. كان رد فعل تشي: لا تنتج من أجل السوق العالمي. ارفض تحليلات التكلفة/المنفعة (cost/benefit) كمعيار لما ينبغي إنتاجه. آمن تشي بأن المجتمع الجديد حقيقة، وعليه أن يجعل طموحه هو ما يحلم به شعبه من أجل المستقبل، وأن يعمل على تنفيذه فورا في كل أوان ومكان. وحتى تبلغ ذلك، على الثورات الشيوعية أن ترفض معيار «الكفاءة» وعليها أن ترعى المحاولات المجتمعية المحلية حتى تخلق مجتمعا أكثر إنسانية بدلا من ذلك.

## الدبلوماسية الدولية

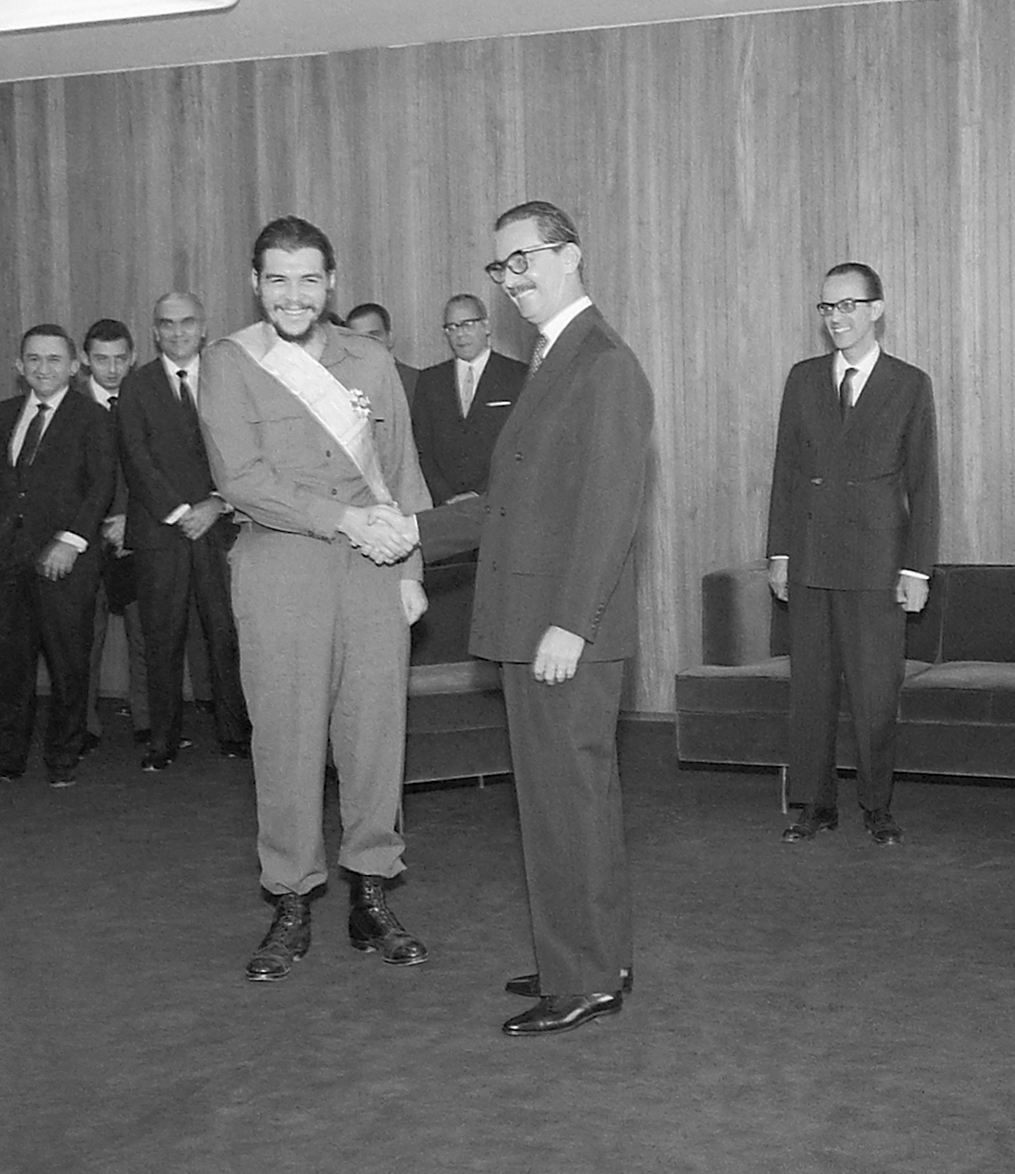
الرئيس البرازيلي جانيو كوادروس ، في عمل مثير للجدل ، منح إرنستو غيفارا مع وسام الصليب الجنوبي ، 1961. الأرشيف الوطني للبرازيل.

سافر غيفارا في كانون الأول 1964 لمدينة نيويورك على رأس الوفد الكوبي لإلقاء كلمة في الأمم المتحدة، وخلال كلمته الحماسية انتقد غيفارا عدم قدرة الأمم المتحدة لمواجهة السياسة "الوحشية ونظام الفصل العنصري" في جنوب أفريقيا وأعلن "ألا يمكن للأمم المتحدة أن تفعل شيئا لوقف هذا الأمر؟" ثم شجب جيفارا سياسة الولايات المتحدة تجاه السكان السود قائلا:
| تشي جيفارا | أولئك الذين يقتلون أطفالهم ويميزون بينهم كل يوم بسبب لون بشرتهم، الذين سمحوا لقتلة السود بالبقاء أحراراً، وقاموا بحمايتهم، وإضافة إلى ذلك عاقبوا السود لأنهم طالبوا بحقوقهم المشروعة بالعيش كرجال أحرار، من هم أولئك الذين جعلوا من أنفسهم حراسا للحرية؟ | تشي جيفارا |

واختتم جيفارا خطابه ساخطا من خلال قراءة الفقرة الثانية لإعلان هافانا معلناً أمريكا اللاتينية عائلة من 200 مليون أخ يعانون من نفس البؤس." أعلن جيفارا أن هذه الملحمة من شأنها أن تكون مكتوبة من قبل "جماهير الهنود الجياع والفلاحين المنتزعين من الأرضي والعمال المستغلين والجماهير التقدميين". الصراع لجيفارا كان صراعاً على الكتلة والأفكار والتي سوف يحملها "الذين يتم معاملتهم بسوء واستهزاء من قبل الامبريالية" التي كانت تعتبرهم في السابق "قطيع من الضعفاء وخانعين". مع هذا القطيع أكد جيفارا الآن أن احتكار الرأسمالية اليانكية مخيف وسيتسبب "بحفر قبورهم." أضاف جيفارا أنه سيكون في خلال هذه الساعة من "الدفاع" أن تبدأ جموع "المجهول" في كتابة تاريخها الخاص "بدمها" واستعادة هذه الحقوق التي كان يسخر منها لمدة 500 سنة. أضاف جيفارا في ملاحظاته إلى الأمم المتحدة إلى الجمعية العامة على افتراض أن هذه "الموجة من الغضب" سوف "تجتاح الأراضي في أمريكا اللاتينية" وجماهير العمال الذين "يدورون عجلة التاريخ" للمرة الأولى سيقومون "بالصحوة المفتقدة منذ فترة طويلة من وحش النوم الذي كانوا قد تعرضوا له.

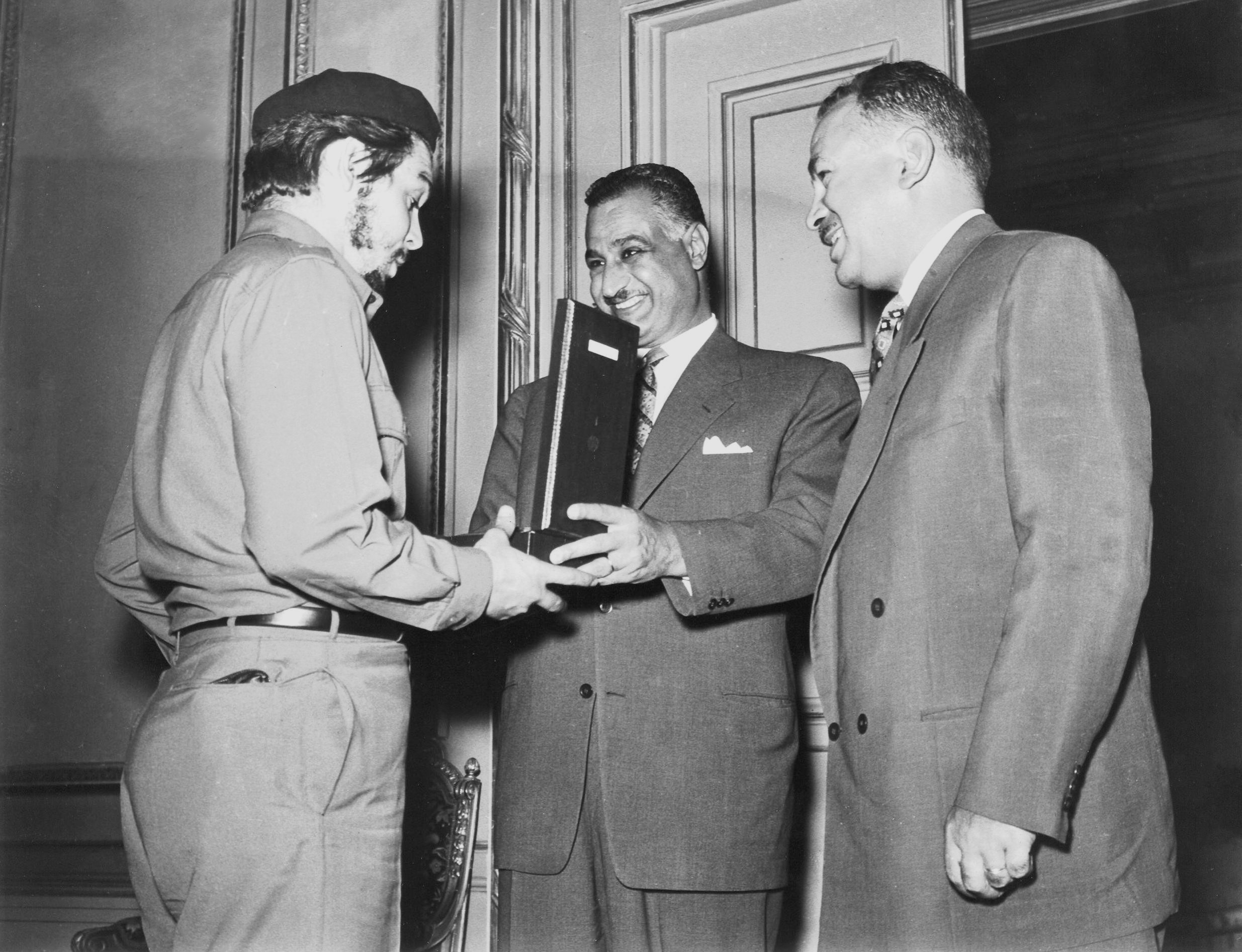
غيفارا يستلم درعا تذكاريا من جمال عبد الناصر ويظهر في الصورة علي صبري.

في وقت آخر علم غيفارا أنه تعرض لمحاولتي اغتيال فاشلتين من قبل المنفيين الكوبيين أثناء توقفه في مجمع الأمم المتحدة. المحاولة الأولى من مولي غونزاليس الذي حاول اختراق الحواجز لدى وصوله ومعه سكين صيد طولها سبعة بوصات، والثانية خلال خطابه من قبل غييرمو نوفو الذي كان يحمل جهاز توقيت حيث كانت هناك بازوكا سيتم إطلاقها من قارب في نهر الشرق على مقر الأمم المتحدة. بعد ذلك علق غيفارا على كلا الحادثين على أنه: من الأفضل أن أقتل على يد امرأة بسكين من أن أقتل من رجل يحمل بندقية في حين أضاف قائلاً، مصاحبا ذلك بموجة من دخان السيجار من فمه،: إن الانفجار كان سيجعل الأمر أكثر نكهة.
بينما كان تشي غيفارا في مدينة نيويورك ظهر على شبكة سي بي اس في برنامج صنداي للأخبار برنامج واجه الأمة، والتقى مع مجموعة من الناس، منهم السناتور الأميركي يوجين مكارثي شركاء لمالكوم إكس، مالكولم إكس الذي أبدى إعجابه بجيفارا معلناً أنه أحد الرجال الأكثر ثورية في هذا البلد الآن بينما كان يقرأ بياناً له أمام حشد في قاعة أودوبون.

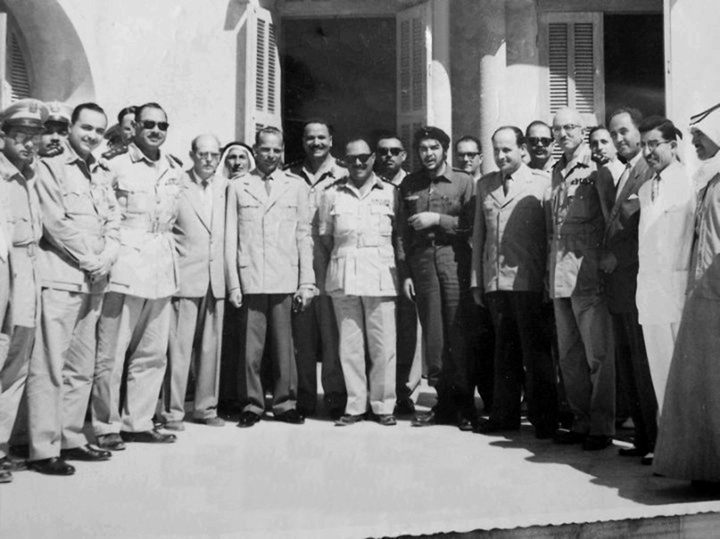
غيفارا في قطاع غزة.

غادر غيفارا لباريس في 17 ديسمبر في جولة لمدة ثلاثة أشهر واشتملت على شعب جمهورية الصين الشعبية، والجمهورية العربية المتحدة (مصر)، الجزائر، غانا، غينيا، مالي، داهومي، والكونغو برازافيل وتنزانيا، مع توقف في أيرلندا ووبراغ. بينما كان غيفارا في أيرلندا قام بالاحتفال بتراث بلده الأيرلندي في مناسبة عيد القديس باتريك في مدينة ليميريك. كتب إلى والده عن هذه الزيارة قائلاً بخفة دم: أنا في أيرلندا الخضراء الخاصة بأسلافك عندما اكتشف التلفزيون [المحطة] جاءوا ليسألوني عن نسبي لعائلة لينش ولكن في حال كانوا لصوصا أو شيء من هذا القبيل، لم أقل لهم أشياء كثيرة.
خلال هذه الرحلة كتب رسالة إلى كارلوس كيخانو، محرر في جريدة أسبوعية في أوروغواي، التي تم تسميتها آنفا بعنوان الاشتراكية والإنسان في كوبا. ورد في مقال لجيفارا تلخيص لأفكاره عن خلق نوع جديد من الوعي وحالة جديدة للعمالة والعمل والأدوار الفردية. أنهى جيفارا مقاله معلناً أن «الثوري الحقيقي يسترشد بالشعور العظيم للحب»، وطلب من جميع الثوريين «كافحوا كل يوم حتى يتحول هذا الحب تجاه البشر الذين يعيشون إلى أعمال يحتذى بها»، وبذلك نصبح «قوة محركة».

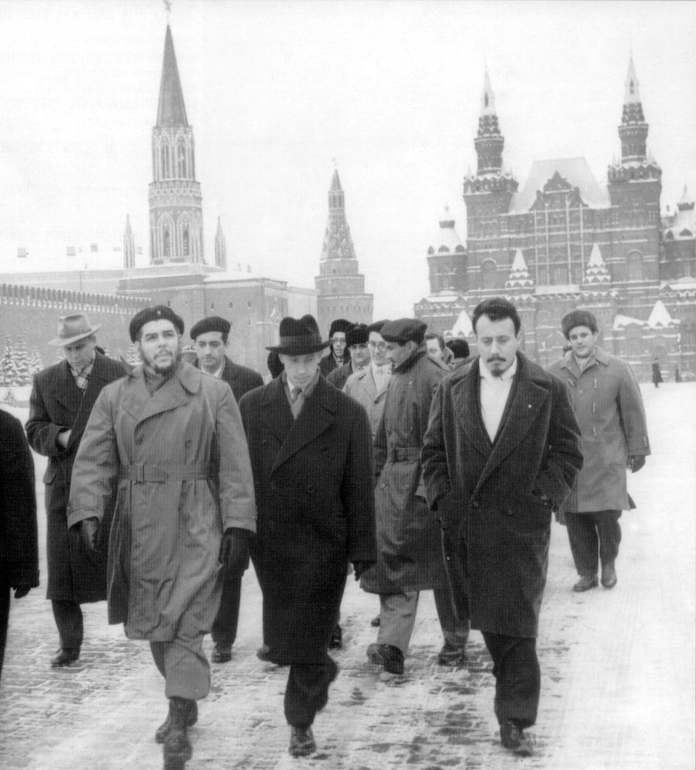
يسير في الساحة الحمراء في موسكو، نوفمبر 1964.

ألقى غيفارا ما سيصبح خطابه الأخير في الجزائر يوم 24 فبراير 1965 الذي كان آخر ظهور علني له على المسرح الدولي في ندوة اقتصادية عن التضامن الأفرو - آسيوي. قام غيفارا بالتركيز على الواجب الأخلاقي للبلدان الاشتراكية واتهمهم بالتواطؤ الضمني مع الدول الغربية المستغلة، وأعلن أن «أفريقيا تمثل ساحة من أهم ساحات المعارك ضد جميع قوى الاستغلال الموجودة في العالم». ثم انتقد الاتحاد السوفياتي الذي أصبح «بلدا أنانيا بورجوازيا» على حد تعبيره، وطلب من الاتحاد السوفياتي أن يساعد مجاناً ومن غير شروط الدول الاشتراكية الفقيرة. ثم انتقد مبدأ التعايش السلمي بين موسكو وواشنطن ويقول: «إن الواجب المعنوي والسياسي للدول الاشتراكية يتطلب منها تصفية كل نوع من التعاون مع الدول الرأسمالية في الغرب». وطالب الاتحاد السوفياتي بإعادة علاقاته مع الصين الشعبية وقال: «نحن مرتبطون أشد الارتباط بقوة المعسكر الاشتراكي ووحدته، لذلك فإن الخلاف السوفياتي – الصيني يشكل خطراً شديداً علينا». وقد انتقد الاتحاد السوفياتي (الداعم المالي الرئيسي لكوبا) بطريقة عامة، وعاد إلى كوبا في 14 مارس إلى حفل استقبال رسمي من قبل فيدل وراؤول كاسترو، أوزفالدو دورتيكوس وكارلوس رافائيل رودريغيز في مطار هافانا.
في عام 1965 بعد ذلك بأسبوعين قل ظهور غيفارا في الحياة العامة ومن ثم اختفى تماماً. كان مكان وجوده لغزا كبيراً في كوبا حيث كان ينظر إليه عادة باعتباره الرجل الثاني في السلطة بعد كاسترو نفسه. نسب اختفاؤه بأشكال مختلفة إلى فشل خطة التصنيع حين كان وزير الصناعة، وإلى الضغوط التي كانت تمارس على كاسترو من قبل المسؤولين السوفيتيين الرافضين لسياسة غيفارا الموالية للصين الشيوعيية حول الانقسام بين الصين والاتحاد السوفيتي. كانت هناك خلافات خطيرة بين غيفارا وكاسترو في كوبا فيما يتعلق بالتنمية الاقتصادية والخطة المجتمعية. بدأ كاسترو يأخذ حذره من تزايد شعبية غيفارا واعتبره تهديداً محتملاً.
وتزامنت وجهات نظر غيفارا مع النظريات التي أوردتها القيادة الشيوعية الصينية والتي سببت مشكلة متنامية بالنسبة لكوبا واقتصادها الذي أصبح أكثر اعتماداً على الاتحاد السوفييتي. كان غيفارا منذ الأيام الأولى للثورة الكوبية في نظر الكثيرين أحد المدافعين عن إستراتيجية الماوي في أمريكا اللاتينية والمنشئ لخطة التصنيع السريع لكوبا التي كانت تتم مقارنتها كثيراً مع الصين بعبارة «القفزة الكبرى إلى الأمام». أصيب كاسترو بالضجر من غيفارا، وذلك راجع إلى أن غيفارا كان يعارض الشروط السوفيتية والتوصيات التي رأى كاسترو أنها ضرورية. في حين وصفها غيفارا بأنها فاسدة شبه احتكارية. وبالرغم من ذلك كان كل من كاسترو وإرنيستو غيفارا يدعمان علناً فكرة تشكيل جبهة موحدة.
في أعقاب أزمة الصواريخ الكوبية وما رآه غيفارا على أنه خيانة من قبل الجبهة السوفياتية حين قام نيكيتا خروتشوف بسحب الصواريخ من الأراضي الكوبية، أصبح غيفارا أكثر تشككا في الاتحاد السوفييتي كما ظهر في خطابه الأخير في الجزائر أنه جاء ليشاهد حال نصف الكرة الأرضية الشمالي، الذي تقوده الولايات المتحدة في الغرب والاتحاد السوفياتي في الشرق، والمستغل لنصف الكرة الأرضية الجنوبية. كان يؤيد بشدة فيتنام الشمالية الشيوعية في حرب فيتنام، وحث شعوب البلدان النامية الأخرى على حمل السلاح، وخلق «الكثير من الفيتناميين».
بعد تعرض كاسترو لضغوط دولية بشأن مصير غيفارا صرح في 16 يونيو 1965 أن الشعب سيتم تعريفه عندما يعلن غيفارا بنفسه عن رغبته في السماح لهم بمعرفة أخبار عنه. ومع ذلك انتشرت الشائعات داخل وخارج كوبا. وفي 3 أكتوبر كشف كاسترو عن رسالة غير مؤرخة منسوبة إلي غيفارا مرسلة من عدة أشهر: أشار فيها غيفارا من جديد إلى تضامنه الدائم مع الثورة الكوبية ولكنه أعلن عن نيته في مغادرة كوبا من أجل القتال من أجل القضايا الثورية في الخارج. إضافة إلى ذلك استقال غيفارا من جميع مناصبه في الحكومة والحزب وتخلى عن الجنسية الكوبية الفخرية. وظلت تحركات جيفارا محاطة بالسرية لسنتين كاملتين.

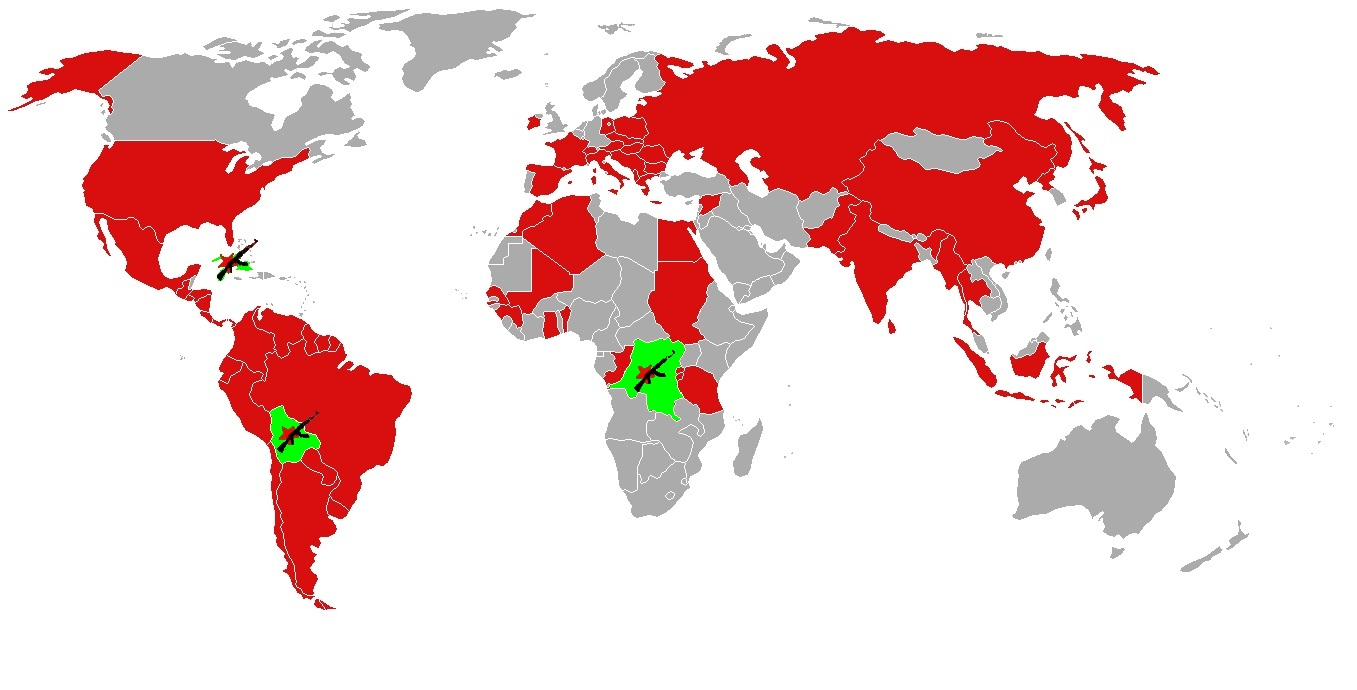
صورة لخريطة العالم توضح الدول التي زارها جيفارا (باللون الأحمر) والدول التي زارها وقاد فيها ثورة (باللون الأخضر).

### اختفاؤه
نشرت وكالة الاستخبارات المركزية الأمريكية شائعات تدعي فيها اختفاء إرنستو غيفارا في ظروف غامضة، ومقتله على يد زميله في النضال القائد الكوبي فيدل كاسترو، مما اضطر الزعيم الكوبي للكشف عن الغموض الذي اكتنف اختفاءه من الجزيرة للشعب الكوبي فأدلى بخطابه الشهير الذي ورد في 
بعض أجزائه ما يلي:
| تشي جيفارا | لدي هنا رسالة كتبت بخط اليد، من الرفيق إرنستو غيفارا يقول فيها: أشعر أني أتممت ما لدي من واجبات تربطني بالثورة الكوبية على أرضها، لهذا أستودعك، وأستودع الرفاق، وأستودع شعبك الذي أصبح شعبي. أتقدم رسمياً باستقالتي من قيادة الحزب، ومن منصبي كوزير، ومن رتبة القائد، ومن جنسيتي الكوبية، لم يعد يربطني شيء قانوني بكوبا. | تشي جيفارا |

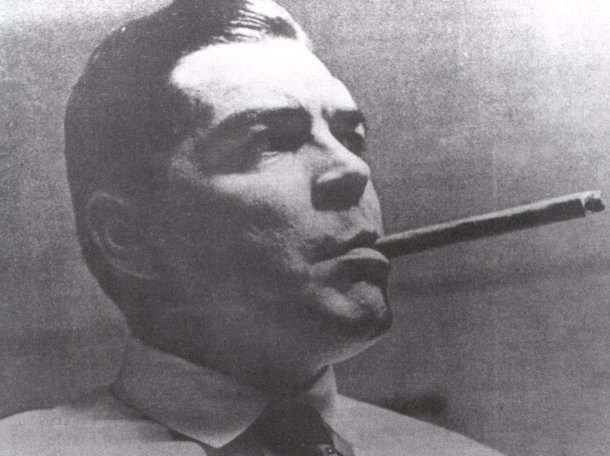
غيفارا قبيل ذهابه إلى الكونغو.

في أكتوبر 1965 أرسل غيفارا رسالة إلى كاسترو تخلى فيها نهائيا عن مسؤولياته في قيادة الحزب، وعن منصبه كوزير، وعن رتبته كقائد، وعن وضعه ككوبي، إلا أنه أعلن عن أن هناك روابط طبيعية أخرى لا يمكن القضاء عليها بالأوراق الرسمية، كما عبر عن حبه العميق لكاسترو ولكوبا، وحنينه لأيام النضال المشترك.

أكدت هذه الرسالة إصراره على عدم العودة إلى كوبا بصفة رسمية، بل كثائر يبحث عن ملاذ آمن بين الحين والآخر. ثم أوقف مساعيه الثورية في الكونغو وأخذ الثائر فيه يبحث عن قضية عالمية أخرى. وقد قال في ذلك: 
| تشي جيفارا | إن الثورة تتجمد وإن الثوار ينتابهم الصقيع حين يجلسون فوق الكراسي، وأنا لا أستطيع أن أعيش ودماء الثورة مجمدة داخلي. | تشي جيفارا |

## الكونغو

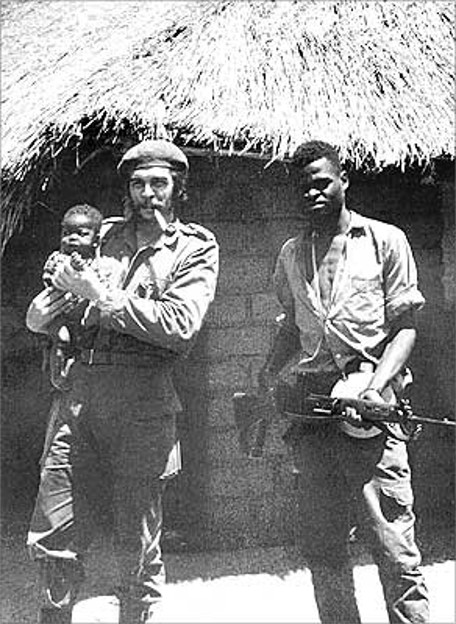
غيفارا في عمر 37 عاما في أزمة الكونغو 1965.

قرر غيفارا المغادرة إلى أفريقيا في عام 1965 ليقدم علمه وخبرته بوصفه خبيراً في حرب العصابات إلى الصراع الجاري في الكونغو. وفقا للرئيس الجزائري أحمد بن بلة، كان غيفارا يعتقد أن أفريقيا هي الحلقة الضعيفة للإمبريالية، وبالتالي قد تنطوي على إمكانات هائلة للثورة. الرئيس المصري جمال عبد الناصر الذي كانت تجمعه علاقات أخوية مع تشي التي يعود تاريخها إلى عام 1959 خلال زيارته إلى مصر، كان يرى خطط غيفارا للقتال في الكونغو بأنها «غير حكيمة» وحذر من أنه سيصبح مثل «طرزان» هناك وهي تجربة محكوم عليها بالفشل. على الرغم من التحذير قاد غيفارا عملية الدعم الكوبي للحركة الماركسية سيمبا التي انبثقت بعد استمرار أزمة الكونغو. وصل غيفارا ورجله الثاني في القيادة فيكتور دريكي و12 أخرون من الحملة الكوبية إلى الكونغو في 24 أبريل 1965 ليكونوا وحدة قوامها نحو 100 من المنحدرين من أصل كوبي انضمت إليهم بعد ذلك بقليل. كما تعاون لفترة مع زعيم المتمردين لوران ديزيريه كابيلا الذي سبق له أن ساعد مؤيدي باتريس لومومبا الذي تم اغتياله من قبل وكالة المخابرات المركزية الأمريكية والذي قاد حركة تمرد من قبل وكتب عليها الفشل. لقد كان غيفارا معجبا بالراحل لومومبا وأعلن أن «قتله يجب أن يكون درساً لنا جميعاً.» ولكن سرعان ما خاب أمله في انضباط قوات كابيلا وقال عنه «لا شيء يدفعني إلى الاعتقاد بأنه هو رجل الساعة».
عمل مرتزقة جنوب أفريقيا بقيادة مايك هور بالتنسيق مع المنفيين الكوبيين ووكالة المخابرات المركزية الأمريكية وكذلك جيش الكونغو الوطني لاحباط غيفارا. كانوا قادرين على رصد رسائله، وحتى استباق هجماته وقطع خطوط الإمداد. على الرغم من أن غيفارا سعى إلى إخفاء وجوده في الكونغو إلا أن حكومة الولايات المتحدة كانت على علم بمكانه والأنشطة التي يقوم بها: وكالة الأمن القومي كانت تعترض جميع الاتصالات الواردة والصادرة عبر معدات على متن السفينة «يو اس ان اس الجندي خوسيه واو فالديز»، وكانت تجوب عائمة لهذا الغرض للاستماع بشكل مستمر في المحيط الهندي قبالة دار السلام.

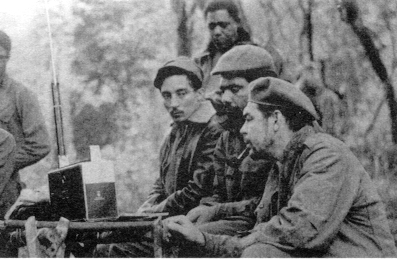
الاستماع إلى عابرة المحيطات زينيث - استقبال الموجات القصيرة (جالسا من اليسار) روجيليو أوليفا، خوسيه ماريا مارتينيز تامايو (المعروف باسم "Mbili" في الكونغو، و"ريكاردو" في بوليفيا)، وتشي غيفارا. يقف في الخلف روبرتو سانشيز ("لوتون" في كوبا و"شانجا" في الكونغو).

كان هدف غيفارا هو تصدير الثورة عن طريق إيعاز القوى المحلية المعادية لموبوتو المقاتلين سيمبا عن الفكر الماركسي واستراتيجيات نظرية فوكو عن حرب العصابات. في يوميات الكونغو  التي كتبها يذكر عدم الكفاءة والتعنت والصراع الداخلي بين القوات الكونغولية المحلية من ضمن الأسباب الرئيسية لفشل الثورة. ثم غادر غيفارا الكونغو في نفس العام بسبب مرضه بالزحار وكان أيضا يعاني من الربو الحاد وسبعة أشهر من خيبة الأمل والإحباط وذلك بصحبة الناجين الكوبيين (ستة أعضاء من فرقته كانوا قد ماتوا). كان غيفارا يفكر في إرسال الجرحى إلى كوبا، والقتال في الكونغو وحده حتى الممات، على سبيل تقديم المثل الأعلى للثوار والثورة، ولكن بعد أن حثه رفاقه وضغطوا عليه من قبل اثنين من المبعوثين الذين بعث بهم كاسترو وافق في آخر لحظة على مضض أن يتراجع عن خطته. في الحديث عن الكونغو، خلص غيفارا إلى أن "العنصر البشري فشل. لا توجد إرادة للقتال، والقادة فاسدون، باختصار لم يكن هناك شيء يمكنني القيام به. بعد أسابيع قليلة، عند كتابة مقدمة لمذكراته عن مشروع الكونغو، بدأ كتابته: "هذا هو تاريخ الفشل."

كان غيفارا مترددا بشأن العودة إلى كوبا، وذلك لأن كاسترو نشر رسالته للجمهور والتي كانت «رسالة وداع» والتي كان يجب نشرها فقط في حالة وفاته حيث قال إنه قطع كل العلاقات من أجل تكريس نفسه للثورة في جميع أنحاء العالم نتيجةً لهذه الرسالة، أمضى غيفارا الأشهر الستة المقبلة في الخفاء في دار السلام وبراغ. خلال هذا الوقت أعد مذكراته عن تجربة الكونغو، وكتب مسودات لكتابين آخرين: واحد عن الفلسفة والآخر عن الاقتصاد. ثم زار عدة بلدان في أوروبا الغربية لاختبار أوراق هويتة المزيفة، التي زورها في الاستخبارات الكوبية لسفره إلى أميركا الجنوبية لاحقاً. عندما كان غيفارا يستعد للذهاب إلى بوليفيا كتب رسالة إلى أطفاله الخمسة لتقرأ عند وفاته، والتي انتهت بوصية: 
| تشي جيفارا | وفوق كل شيء كونوا قادرين دوماً على الإحساس بالظلم الذي يتعرض له أي إنسان مهما كان حجم هذا الظلم وأيا كان مكان هذا الإنسان هذا هو أجمل ما يتصف به الثوري وداعاً إلى الأبد يا أطفالي وإن كنت لا زلت آمل أن أراكم مرة أخرى لكم جميعا قبلة كبيرة كبيرة وحضن كبير كبير من بابا. | تشي جيفارا |

## بوليفيا

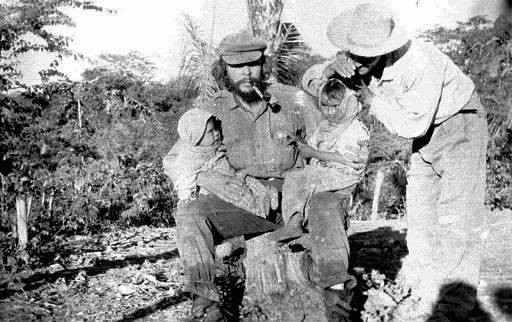
في المناطق الريفية في بوليفيا قبل وفاته بوقت قصير (1967).

مكان غيفارا ظل مخفيا عن العامة. ممثلو حركة استقلال موزامبيق وجبهة التحرير الموزمبيقية، ذكرت أنها التقت بغيفارا في أواخر عام 1966 أو أوائل 1967 في دار السلام فيما يتعلق بعرضه للمساعدة في مشروعاتهم الثورية والتي قوبلت بالرفض في نهاية المطاف. أعلن اللواء خوان الميدا القائم بأعمال وزير القوات المسلحة في الخطاب الذي ألقاه في عام 1967 لعيد العمال أمام حشد في هافانا أن غيفارا كان «في خدمة الثورة في مكان ما في أميركا اللاتينية». في نهاية المطاف تبين أن التقارير المستمرة عن أنه كان يقود الثوار في بوليفيا كانت صحيحة.
بناءً على طلب كاسترو تم شراء قطعة أرض من الغابات الجافة الجبلية في منطقة نائية بنانكاهوازو من قبل الشيوعيين الأصليين في بوليفيا لتشي غيفارا حتى يستخدمها كمنطقة تدريب ومعسكر لقاعدة الثوار.
التدريب في هذا المخيم في وادي نانكاهوازو أثبت أنه أكثر خطورة من القتال بالنسبة إلى غيفارا والكوبيين الذين يرافقونه. تم إنجاز القليل في سبيل بناء جيش حرب العصابات. المتحدثة السابقة للستازي هايدي تامارا بونكة بايدر، كان قد تم تعيينها وكيلة رئيسية في لاباز، وأفيد أيضا أنها كانت تعمل لحساب لجنة أمن الدولة وقالت مصادر غربية عدة إنها خدمت بدون قصد المصالح السوفياتية حيث دلت السلطات البوليفية على درب غيفارا.

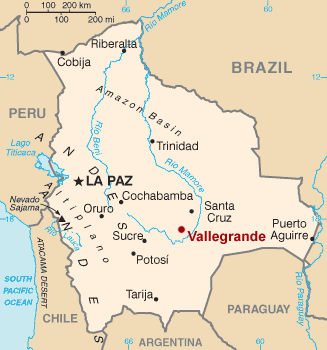
موقع فالقراندي في بوليفيا.

قوة غيفارا التي بلغ عددها نحو 50 شخصاً والتي كانت تعمل تحت اسم جيش التحرير الوطني (جيش التحرير الوطني لبوليفيا) كانت مجهزة تجهيزا جيداً وحققت عددا من النجاحات المبكرة ضد بوليفيا في هذه المنطقة الوعرة من كاميري الجبلية. ولكن في سبتمبر / أيلول تمكن الجيش من القضاء على اثنين من جماعات حرب العصابات في معركة عنيفة وتردد أنها قتلت واحداً من القادة.
فشلت خطة غيفارا لتأجيج ثورة في بوليفيا، وعلى ما يبدو كان ذلك للأسباب التالية:
- كان يتوقع أن يتعامل فقط مع الجيش البوليفي، الذي كان سيئ التدريب والتجهيز. بدلاً من ذلك لم يكن غيفارا على علم بأن الحكومة الأمريكية قد أرسلت فريقاً من وكالة المخابرات المركزية من قوات الكوماندوس الخاصة قسم النشاطات وناشطين آخرين إلى بوليفيا للمساعدة في جهود مكافحة التمرد. الجيش البوليفي تم تدريبه ونصحه، من قبل القوات الخاصة الأمريكية بما في ذلك كتيبة نظمت مؤخراً تحتوي على نخبة من الرينجرز الذين تدربوا في حرب الأدغال وأقامت معسكرا في لاسبيرانزا وهي مستوطنة صغيرة قريبة من مكان غيفارا وفرقته.[133]
- كان غيفارا يتوقع المساعدة والتعاون من المنشقين المحليين وهو ما لم يحدث، كما أنه لم يحصل على الدعم من الحزب الشيوعي في بوليفيا، تحت قيادة ماريو مونخي، والذي كان متوجهاً نحو موسكو بدلاً من هافانا. كتب غيفارا في مذكراته الخاصة التي تم الحصول عليها بعد وفاته أنه كان منزعجا بسبب الشكاوى حول الحزب الشيوعي في بوليفيا، التي وصفها بأنها «انعدام في الثقة، وخائنة وغبية.»[134]
- كان يتوقع أن يبقى على اتصال لاسلكي مع هافانا. ومع ذلك، فإن أجهزة الاتصال الاثنين من الموجات القصيرة التي وفرتها له كوبا كانت معيبة، وهكذا أصبح المقاتلون غير قادرين على التواصل مع كوبا ولم يتم إسقاط أي إمدادات لهم مما جعلهم معزولين ومحاصرين.

بالإضافة إلى ذلك، اختيار غيفارا المعروف للمواجهة بدلاً من التوصل لحل وسط كان قد سبق وأن ظهر على السطح خلال حملة حرب العصابات في كوبا، وساهم هذا في عدم قدرته على تطوير علاقات عمل ناجحة مع القادة المحليين في بوليفيا، تماماً مثل الذي حدث في الكونغو. هذا الأمر كان موجوداً في كوبا، ولكن تدخل فيدل كاسترو ساعد في توجيهه في الوقت المناسب.
النتيجة النهائية هي أن غيفارا كان غير قادر على اجتذاب أي من سكان المنطقة المحليين للانضمام إلى الميليشيا التابعة له خلال 11 شهراً التي حاول خلالها تجنيد المجندين. قرب نهاية المشروع اشتكى غيفارا في مذكراته أن «الفلاحين لا يقدمون لنا أي مساعدة ويتحولون إلى مخبرين.»

### اعتقال وإعدام

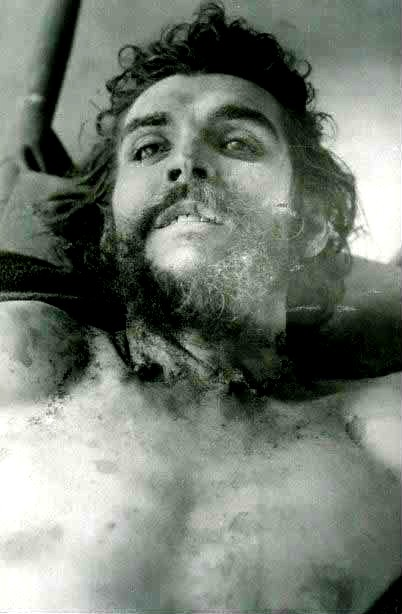
الوجه بعد إعدامه (الصورة من قبل فريدي البرتو).

تحول فيليكس رودريغيز، وهو منفي كوبي إلى مخبر لصالح وكالة الاستخبارات المركزية الأمريكية في قسم النشاطات الخاصة، وساعد القوات البوليفية أثناء مطاردتها لغيفارا في بوليفيا. في يوم 7 أكتوبر أبلغ مخبر القوات البوليفية الخاصة عن موقع غيفارا وفرقته في معسكر بواد جورو، قامت القوات بمحاصرة المنطقة، وجرح غيفارا وأسر حين كان يحاول قيادة الفرقة مع "سيمون كوبا سارابيا". ذكر "جون لي اندرسون" كاتب سيرة تشي في تقاريره عن رواية الرقيب البوليفي برناردينو اوانكا: أن غيفارا أصيب مرتين وعندما أصبحت بندقيته عديمة الفائدة هتف "لا تطلقوا النار! أنا تشي غيفارا، وأساوي حيا أكثر من ميت.
تم تقييد غيفارا واقتيد إلى مبنى مدرسة متهالك بني من الطين في قرية قريبة من قرية لا هيغويرا مساء يوم 7 أكتوبر، بعد يوم ونصف رفض غيفارا أن يتم استجوابه من قبل ضباط بوليفيين، وتكلم بهدوء إلى الجنود البوليفيين فقط، واحد من هؤلاء الجنود البوليفيين كان قائد طائرة هليكوبتر يسمى «نينو خايمي دي غوزمان» ووصف حالة تشي أنها «مروعة» ووفقاً لغوزمان أطلق الرصاص على غيفارا في ربلة الساق اليمنى وشعره كان معفرا بالتراب وكانت ملابسه ممزقة وقدماه كانتا مغطاتين بأغماد الجلود الخشنة، وعلى الرغم من مظهره المنهك يروي غوزمان أن «تشي رفع رأسه عالياً ونظر للجميع مباشرة ولم يسأل عن شيء إلا الدخان». يقول دي غوزمان إنه «أشفق» عليه وأعطاه حقيبة صغيرة من التبغ ثم ابتسم غيفارا وشكره. في ليلة 8 أكتوبر قام غيفارا على الرغم من كونه مقيداً من يديه بركل الضابط البوليفي اسبينوزا على الحائط، بعد أن حاول الضابط انتزاع غليون غيفارا من فمه كتذكار. في مثال آخر للتحدي، بصق جيفارا في وجه الأميرال البوليفي اوجاتاشى قبل إعدامه بوقت قصير.
في صباح الغد في 9 تشرين الأول طلب غيفارا مقابلة (مدرسة) من القرية، وهي جوليا كورتيز التي تبلغ من العمر 22 عاماً، كورتيز ذكرت في وقت لاحق أنها وجدت غيفارا «رجلاً مظهره مقبول ولديه نظرة بسيطة ولمحة من السخرية» وخلال المحادثة وجدت نفسها غير قادرة على النظر في عينيه مباشرة لأن النظرة كانت لا تطاق، خارقة وهادئة. خلال المحادثة القصيرة شكا غيفارا لكورتيز عن الحالة السيئة للمدرسة مشيراً إلى أنها مضادة للتربية وهو من غير المتوقع أن طلاب الكامبيسينو يتعلمون هنا في حين أنّ «المسؤولين الحكوميين يحصلون على سيارات مرسيدس» قائلاً إن هذا هو ما نحاربه.
وفي صباح ذلك اليوم يوم 9 أكتوبر أمر الرئيس البوليفي رينيه باريينتوس بقتل غيفارا، كان الجلاد يدعى ماريو تيران رقيبا نصف مخمور في الجيش البوليفي، وكان قد طلب إطلاق النار على تشي، استنادا إلى حقيقة أن ثلاثة من أصدقائه يدعون «ماريو» من الفرقة (ب)، قد قتلوا في وقت سابق من قبل عصابة غيفارا المسلحة خلال الاشتباكات. لجعل الأعيرة النارية متسقة مع القصة التي كانت الحكومة تخطط بنشرها للجمهور أمر فيليكس رودريغيز بإطلاق النار بعشوائية حتى يبدو أن غيفارا قد قتل في خلال اشتباك مع الجيش البوليفي.
قبل لحظات من إعدام غيفارا سئل عما إذا كان يفكر في حياته والخلود. أجاب: «لا، أنا أفكر في خلود الثورة.» ثم قال تشي غيفارا للجلاد «أنا أعلم أنك جئت لقتلي أطلق النار يا جبان إنك لن تقتل سوى رجل.» تردد تيران، ثم أطلق النار من بندقيته النصف آلية، لتصيب غيفارا في الذراعين والساقين، ثم سقط غيفارا على الأرض وعلى ما يبدو قضم رباط معصميه ليتجنب الصراخ، ثم أطلقت عدة أعيرة أخرى، مما أدى إلى إصابة قاتلة في الصدر الساعة 1:10 هذا كله وفقاً لرودريغيز. أصيب غيفارا بتسعة أعيرة نارية في المجموع، شمل هذا على خمس مرات في الساقين، مرة واحدة في كتفه الأيمن والذراع الأيمن، ومرة واحدة في صدره، وطلقه واحدة في الحلق.

### مرحلة ما بعد تنفيذ الإعدام، الرفات والنصب التذكاري
تم بعد ذلك إرسال جثة غيفارا في طائرة مروحية ونقلت إلى قرب من فالقراندي حيث التقطت صور فوتوغرافية للجثة التي وصفها الموديفار لصحيفة سان فرانسيسكو كرونيكل بأنها تشبه «المسيح» على البلاط الخرساني في غرفة الغسيل في مستشفى نوسترا سينورا دي مالطا. وكان الصحفي بيورن كوم من القلائل الذين أتيح لهم رؤيه جثمان تشي جيفارا بعد إعدامه. ذكرت مذكرة سرية مؤرخة في 11 أكتوبر 1967 من رئيس الولايات المتحدة ليندون جونسون ومستشار الأمن القومي والت ويتمان روستو أن قرار قتل غيفارا غبي ولكن مفهوم من وجهة النظر البوليفية. بعد تنفيذ الإعدام حصل رودريغيز على متعلقات غيفارا الشخصية بما في ذلك ساعة اليد روليكس تغ ماجستير في التي استمر في ارتدائها لسنوات عديدة وكثيراً ما كان يظهرها للصحفيين خلال السنوات التي تلت ذلك الاغتيال. 

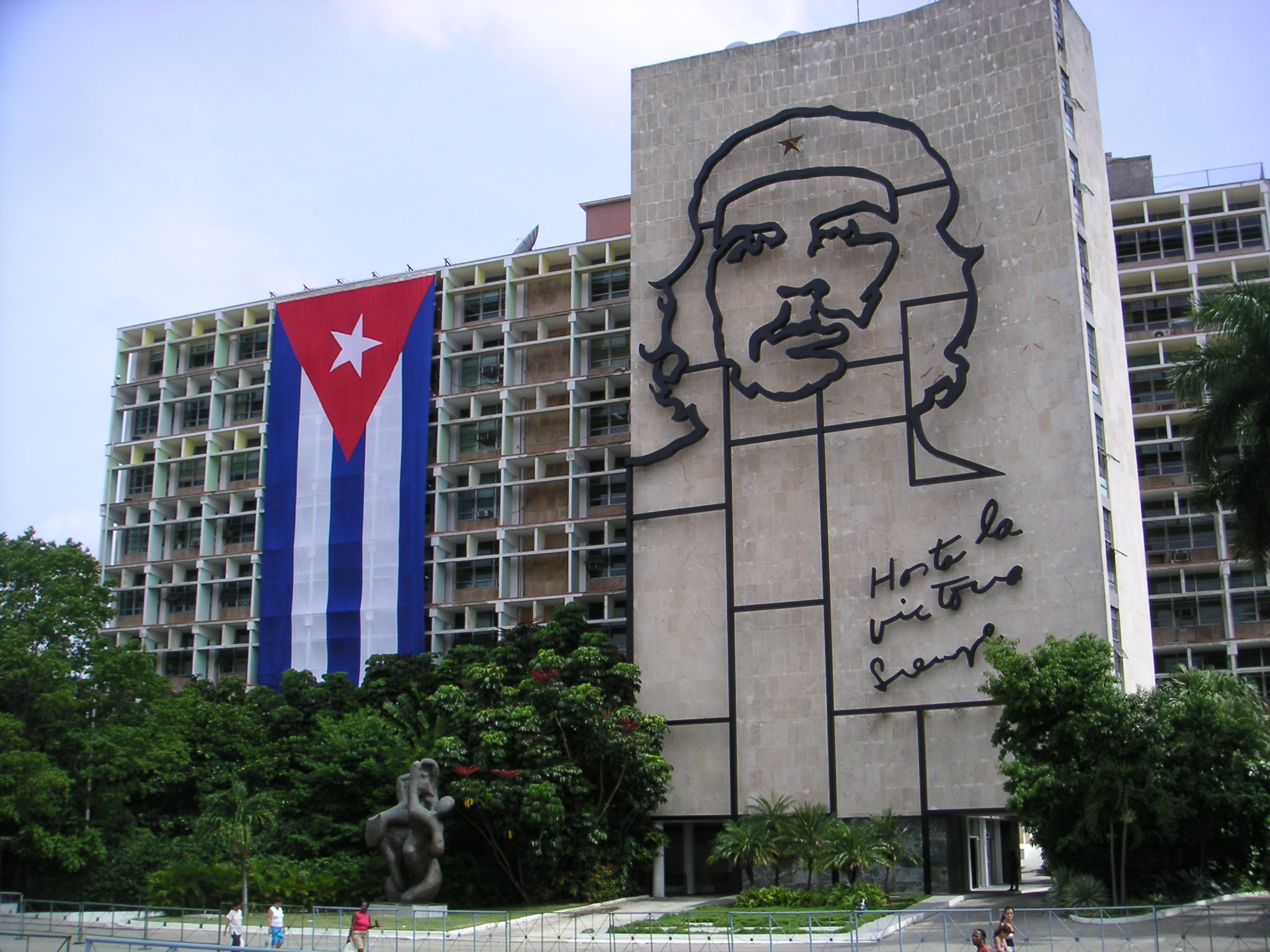
ساحة الثورة في هافانا، كوبا. جانبا من مبنى وزارة الداخلية حيث عمل جيفارا، هي المخطط من وجهه من الصلب بارتفاع خمس طوابق. تحت صورة جيفارا شعار، جملة بالإسبانية: "هاستا لا فيكتوريا سيمبر" (بالعربية: النصر دوما).

 بعض هذه الممتلكات بما في ذلك بطارية معروضة في وكالة الاستخبارات المركزية. بعد أن قام الطبيب العسكري ببتر يديه قام ضباط من الجيش البوليفي بنقل جثمان غيفارا إلى مكان غير معلوم ورفض الكشف عن ما إذا سيتم دفنها أو حرقها. وحفظت الأيدي في الفورمالين ليتم إرسالها إلى بوينس آيرس من أجل التعرف على بصمات الأصابع. (بصماته كانت في ملف لدى الشرطة الأرجنتينية) تم إرسالهما لاحقا إلى كوبا.
اعترف فيدل كاسترو يوم 15 أكتوبر أن غيفارا مات وأعلن الحداد العام ثلاثة أيام في جميع أنحاء الجزيرة. في 18 أكتوبر / ألقى كاسترو خطاباً أمام حشد من مليون شخص من المعزين في هافانا في ساحة الثورة وتحدث عن غيفارا باعتباره شخصية ثورية. أنهى فيدل كاسترو خطاب التأبين بشكل حماسي قائلاً:
تحدث المفكر الفرنسي ريجيس دوبريه الذي اعتقل في أبريل 1967 عندما كان مع غيفارا في بوليفيا في مقابلة من السجن في أغسطس 1968 بشكل موسع حول ظروف القبض على غيفارا، قال دوبريه الذي عاش مع غيفارا والثوار من المقاتلين لفترة قصيرة، أن في رأيه هم ضحايا الغابات والتهمتهم الغابة. وصف دوبريه حالة الفقر المدقع، حيث عانى رجال غيفارا من سوء التغذية ونقص المياه وعدم وجود الأحذية وكانوا يمتلكون ستة بطانيات فقط ل 22 رجلاً. يروي دوبريه أن غيفارا وغيرهم كانوا يعانون من مرض ما أدى إلى تورم أيديهم وأرجلهم إلى أكوام من اللحم لدرجة أنك لا تستطيع تمييز أصابع أيديهم. وصف دوبري غيفارا بأنه «متفائل لمستقبل أمريكا اللاتينية» على الرغم من الوضع السيئ، ولاحظ أن غيفارا كان «خلص بأن موته سيكون نوعاً من الدعوة للنهضة» مشيراً إلى أن تصور غيفارا عن الموت «وعد لولادة جديدة» و«طقوس تجديد». [213]
في أواخر عام 1995 كشف الجنرال البوليفي المتقاعد ماريو فارغاس لجون لي اندرسون مؤلف (كتاب تشي غيفارا: حياة الثوري) أن جثمان غيفارا يقع بالقرب من مهبط الطائرات في فالليغراندي. وكانت النتيجة لهذا الكلام بحث دولي عن رفاته، والذي استمر أكثر من عام، في يوليو 1997 قام فريق من الجيولوجيين الكوبيين والأرجنتينيين والطب الشرعي باكتشاف بقايا سبع جثث في مقبرتين جماعيتين، بما في ذلك رجل واحد مبتور اليدين (مثل غيفارا)، الحكومة البوليفية مع مسؤولين بوزارة الداخلية قاموا لاحقاً بالتعرف على جثة غيفارا عبر الأسنان حيث كانت مطابقة تماما لقالب من الجص لأسنان تشي تم عملها في كوبا قبل رحلته الكونغولية، النقطة الفاصلة كانت عندما وجد الأرجنتيني اليخاندرو انشاوريجوى الانثروبولوجيا الشرعي في الجيوب الداخلية لسترة زرقاء وجدت بجوار الجثة مقطوعة الأيادي على حقيبة صغيرة من تبغ الغليون، كان نينو دي غوزمان قائد طائرة الهليكوبتر البوليفي قد أعطى تشي حقيبة صغيرة من التبغ، في وقت لاحق أشار إلى أنه كانت "لديه شكوك جدية" في البداية و"ظن أن الكوبيين سيقومون بالعثور على أية عظام قديمة ويطلقوا عليها اسم تشي"، ولكنه ذكر " بعد أن سمعت عن حقيبة التبغ لا يساورني أدنى شك في أنه هو. في 17 تشرين الأول 1997 تم دفن بقايا غيفارا مع ستة من رفاقه المقاتلين مع مرتبة الشرف العسكرية في ضريح تشي جيفارا الذي تم بناؤه خصيصاً في مدينة سانتا كلارا حيث كان قائداً للإنتصار العسكري الحاسم في الثورة الكوبية.

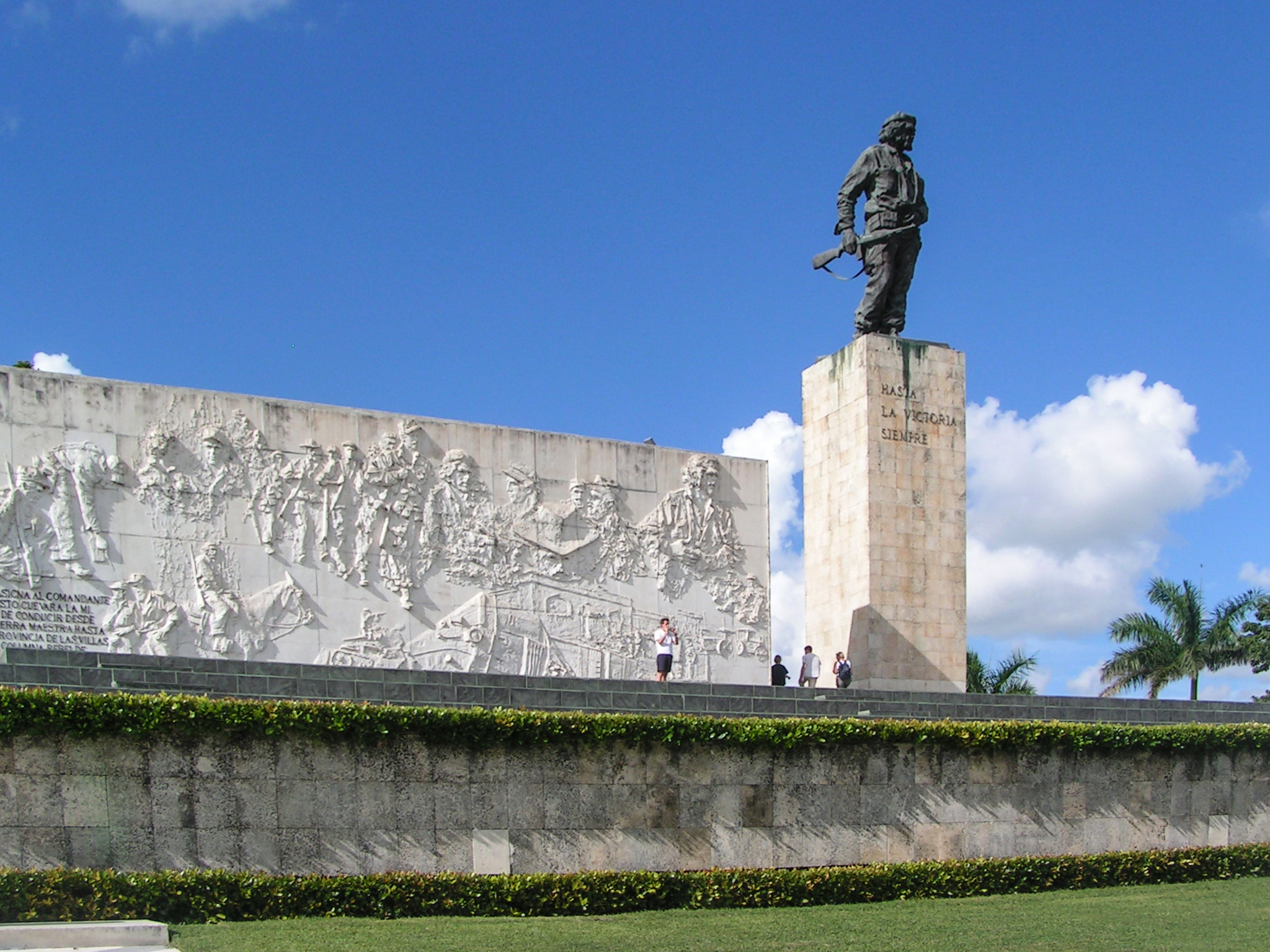
النصب التذكاري لضريح تشي جيفارا في مدينة سانتا كلارا كوبا.

عندما تم القبض على غيفارا كانت معه مذكرات مكتوبة بخط اليد من 30.000 كلمة ومجموعة من قصائده الشخصية وقصة قصيرة من تأليفه حول شاب شيوعي في حرب العصابات الذي يتعلم التغلب على مخاوفه. وثقت يومياته الأحداث التي جرت في حملة حرب العصابات في بوليفيا منذ دخوله أول يوم في 7 نوفمبر 1966 بعد وصوله إلى مزرعة فينانكاهوازو، وآخرها بتاريخ 7 أكتوبر 1967 قبل يوم من إلقاء القبض عليه، اليوميات تروي كيف أجبروا على بدء العمليات قبل الأوان نتيجة لاكتشافهم من قبل الجيش البوليفي، ويوضح غيفارا قرار تقسيم الفريق إلى وحدتين غير أنه أصبح غير قادر على إعادة الاتصال بهم، ويصف المشروع بأنه فاشل عموماً، كما يسجل الصدع بين غيفارا والحزب الشيوعي في بوليفيا الذي أسفر عن حصول غيفارا على عدد أقل بكثير من الجنود مما كان متوقعاً أصلاً ويبين غيفارا انه كان يعاني من قدر كبير من الصعوبة في تجنيد السكان المحليين، ويرجع ذلك جزئياً إلى حقيقة أن المجموعة تعلمت لغة كيشوا غير مدركة أن اللغة المحلية كانت توبي غواراني. مع اقتراب نهاية الحملة الغير متوقعة وحالة جيفارا الصحية التي أصبحت تزداد سوء، حيث كان يعاني من نوبات الربو المتفاقمة ومعظم الهجمات الأخيرة نفذها لغرض المحاولة للحصول على الدواء.
سرعان ما تمت ترجمة يوميات بوليفيا بشكل سطحي من قبل مجلة رامبارتس ووزعت في جميع أنحاء العالم. هناك ما لا يقل عن أربعة مذكرات إضافية. والتي تكشف كل واحدة منها جانباً إضافياً للأحداث، في يوليو 2008 اكتشفت الحكومة البوليفية يوميات غيفارا المختومة سابقاً والتي تتألف من دفترين من الدفاتر المتوترة، جنباً إلى جنب مع سجل لعدة صور بالأسود والأبيض، أعلن نائب وزير الثقافة البوليفي بابلو غرو عن أن هناك خططا لنشر صور لكل صفحة مكتوبة بخط اليد في وقت لاحق من ذلك العام.

## الإرث الثقافي

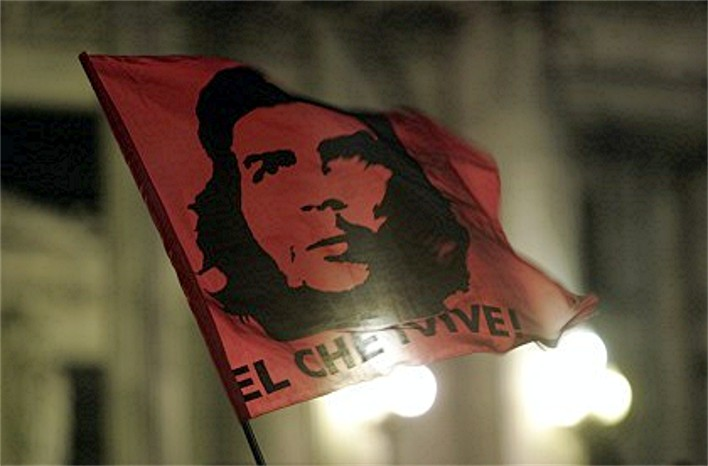
الأسلوب البياني لوجه غيفارا على العلم أعلاه عبارة "تشي فيفا" (عاش تشي).

بعد مضي أكثر من خمسين عاماً عن إعدامه، لا يزال تراث تشي وحياته مسألة خلاف. نقاط متناقضة مختلفة من حياته خلقت الطابع المعقد الازدواجي اللانهائي، نتيجة لاستشهاده وأولئك المتذرعون بالشعرية للصراع الطبقي والرغبة في خلق وعي جديد لرجل يقودها من الجانب الأخلاقي بدلاً من أجل الحوافز المادية، تحول غيفارا إلى الرمز المثالي للحركات اليسارية. قد تنظر مجموعة لتشي جيفارا باعتباره بطلاً، على سبيل المثال أشار نيلسون مانديلا بأنه "مصدر إلهام لكل إنسان يحب الحرية" في حين وصفه جان بول سارتر بأنه "ليس فقط مثقفا ولكنه أيضاً أكمل إنسان في عصرنا. ومن الذين أبدوا إعجابهم بغيفارا أيضاً الكاتب غراهام غرين الذي لاحظ أن تشي "يمثل فكرة الشهامة والفروسية والمغامرة"، وسوزان سونتاغ التي شرحت أن "هدف (تشي) ليس أقل من القضية الإنسانية نفسها. في المجتمعات السوداء أعلن الفيلسوف فرانز فانون غيفارا "رمزاً للعالم عن إمكانيات رجل واحد"، في حين أن حزب الفهود السود ورئيسها ستوكلي كارمايكل نعاه قائلاً "تشي غيفارا لم يمت، أفكاره لا تزال معنا". الثناء انعكس على جميع أنحاء الطيف السياسي، مع الرأسمالية التحرري المنظر موراي روثبارد مجد غيفارا على أنه شخصية "بطولية" معرباً عن أسفه لوفاته "أكثر من أي رجل في عصرنا أو حتى في قرننا هذا، (تشي) كان تجسيداً حيا لمبدأ الثورة"، في حين أن الصحفي كريستوفر هيتشنز علق بأن "موت تشي كان يعني الكثير بالنسبة لي ولعدد لا يحصى أيضاً من أمثالي في ذلك الوقت، كان نموذجاً يحتذى به، وإن كان واحداً من المستحيلات بالنسبة لنا البرجوازيين الرومانسيين حيث ذهب وقام بما يفعله الثوار حارب ومات بسبب معتقداته. لا يزال غيفارا البطل الوطني المحبب للكثيرين في كوبا؛ مازالت صورته تزين البيزو الكوبي وطلاب المدارس يتعهدون كل صباح قائلين "سنكون مثل تشي". في وطنه الأصلي الأرجنتين، تحمل مدارس ثانوية اسمه، والعديد من المتاحف المنتشرة في البلاد تحمل اسمه، في عام 2008 تم كشف النقاب عن تمثال لتشي غيفار من البرونز بطول 12 قدماً في مدينة روزاريو محل ولادته. بالإضافة إلى ذلك تم تنصيبه كقديس من قبل بعض الفلاحين البوليفيين باسم "سانت ارنستو" الذين يستشفعون به من أجل المساعدة.
على العكس تماماً، ينفي ماكوفر أحد كتاب سيرته الذاتية، كونه بطلاً يستحق العبادة، ويصوره على أنه الجلاد الذي لا يرحم. يجادل المعارضون بأن في كثير من أنحاء أميركا اللاتينية، الثورات المستوحاة من تشي كانت نتيجة عملية لتعزيز النزعة العسكرية الوحشية والصراع الداخلي لسنوات عديدة. ألفارو فارغاس لوسا من إحدى المعاهد المستقلة افترض أن أتباع غيفارا المعاصرون «يخدعون أنفسهم بالتشبث بخرافة» بينما وصف غيفارا بأنه البروتستانتي الماركسي الذي استخدم سلطته العقائدية لقمع المعارضة، في حين عمل أيضاً بدم بارد مما أسفر عن قتل. كما اتهم لوسا غيفارا «بالمتصرف المتعصب» باعتباره الركيزة الأساسية للسوفييت في الثورة الكوبية، وتكهن بأنه تابع مجموعة من الواقعية تؤمن بالعقيدة الإيديولوجية العمياء. غيفارا لا يزال يشكل شخصية مكروهة في أوساط كثيرة من المجتمع الكوبي في المنفى الذين ينظرون إليه بعداء ويسمونه جزار لا كابانا. حفيد غيفارا الذي يعيش في المنفى - كانك سانشيز غيفارا - أصبح أيضاً في الآونة الأخيرة من أشد منتقدي النظام الكوبي الحالي.
أصبحت صورة وجهه الرفيع المرسوم الصورة بلون واحد في صورة غيريليرو هيروويكو واحدة من أكثر الصور انتشاراً وعالمية في العالم التي يتم تسويقها، يمكن العثور عليها في مجموعة لا حصر لها من المنتجات، بما في ذلك القمصان والقبعات والملصقات والوشم، من السخرية أنها تسهم في ثقافة المستهلك التي كان يحتقرها، ومع ذلك لا يزال غيفارا شخصيّة يتم ذكرها على وجه التحديد، سواء في السياقات السياسية، أو على النطاق الشعبي الواسع كرمز للتمرد الشاب.

### أممية تشي وعلاقته بالماركسية

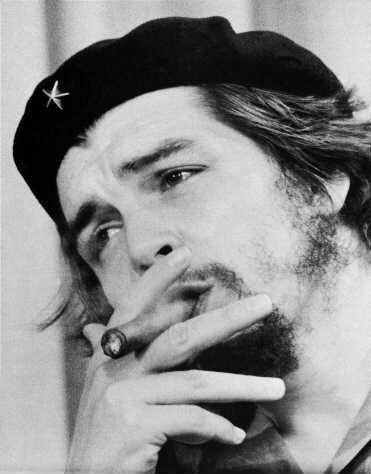
جيفارا يدخن السيغار الكوبي الفاخر والكاريزما العالمية.

ارتبط تشي غيفارا ارتباطا وثيقاً بالماركسية اللينينية في شبابه، حيث كان عضواً في الشبيبة الشيوعية الأرجنتينية. أممية وثورية تشي وارتباطه المميز بالفقراء والمنبوذين في كل مكان، ورفضه الاعتراف بقداسة الحدود القومية في الحرب ضد إمبريالية الولايات المتحدة، ألهمت الحركات الراديكالية الجديدة في العالم كله. نادى تشي الراديكاليين: «لنحول أنفسنا إلى شيء جديد، أن نكون اشتراكيين قبل الثورة، هذا إذا ما كان مقدرا لنا أن يكون لدينا أمل في أن نحقق فعلاً الحياة التي نستحق أن نعيشها». نداؤه «بأن نبدأ العيش بطريقة لها معنى الآن» تردد صداه عبر الجيل بأكمله، فاتحا ذراعيه ليصل بدرجة كبيرة من ناحية إلى ثورية ماو ومن ناحية أخرى ممتدا نحو ماركس. من خلال الحركة، ومن خلال انتزاع مباشرة الثورة عن طريق الاشتباك مع الظلم بكل أشكاله، في كل لحظة، ومن خلال وضع مثاليات المرء فوراً في الممارسة العملية، صاغ تشي من التيارات الفلسفية المعاصرة الرئيسية موجة مد من التمرد مما جعل أطروحاته قريبة من الطرح الماوي الجديد (الماركسية اللينينية الماوية)، حب تشي للناس أخذه أولاً إلى الكونغو ثم إلى بوليفيا، حيث نظم فرقة من رجال حرب العصابات لتكون، كما كان يأمل، عاملاً مساعداً على الإلهام بالثورة، ولم ينس أن يمر بمصر والجزائر في طريقه ليلتقى الزعيم المصري جمال عبد الناصر والرئيس الجزائري أحمد بن بلة اللذين كانا رموزا للثورة العربية آنذاك.

### الرمز والأسطورة
عام 1968، غضب شبان العالم وخرجوا إلى الشوارع معلنين أنهم يستطيعون إنهاء الحروب وتغيير ملامح العالم، وقد تحول هذا الرجل الثائر بعد موته إلى شهيد لقضاياهم. أصبح يمثل أحلام ورغبات الملايين ممن يحملون صوره. علماً أنه كان يمثل أيضا مجموعة من التناقضات، وكأن الموت حول ملامحه، ما يوحي بأنه لو منحه أعداؤه الحق في الحياة، لربما عجزت أسطورته عن احتلال هذا المدى العالمي الذي تنعم به اليوم.

## أعماله
كمعظم الشباب اليساريين في فترات الدراسة في النصف الأول من القرن الماضي، مارس جيفارا الكتابة شعراً ونثرا، ومن أعماله قصيدة ماريا العجوز التي تكشف عن جانب من شخصية جيفارا:
| ماريا العجوز ستموتين أحدثك بجدية. كانت حياتك مسبحة من الصعاب. اسمعي أيتها الجدة البروليتارية فلتؤمني بالإنسان الآتي فلتؤمني بالمستقبل الذي لن ترين لا تصلي لرب قاسي أنكر عليك حياة الأمل ولا تطلبي الموت رحمة لتشاهدي غزلانك الهجينة تكبر لا تفعليها لا تفعليها. | - حرب العصابات (1961) Guerilla warfare - الإنسان والاشتراكية في كوبا (1957). - ذكريات الحرب الثورية الكوبية (1968) - الأسفار تكون الشباب ... والوعي! - الإنسان الجديد - لم أنس |

## رثاء غيفارا
- الكثير من الشعراء الشيوعيين وغير الشيوعيين رثوا تشي غيفارا ومن أشهرهم الشاعر أحمد فؤاد نجم في قصيدة جيفارا مات والشاعر عبد الرحمن يوسف في قصيدة على بعد خلد ونصف وقصيدة الشاعر الأمير طارق آل ناصر الدين، ورثاه الشاعر عمر حكمت الخولي في عدة قصائد، باسمه الصريح كما في قصيدة ذكريات من لا يدري، وبالكناية عنه كما في العديد من نصوص ديواني عندما زرت القدر وأسفار الشرق الجديد. جزء من قصيدة غيفارا مات للشاعر أحمد فؤاد نجم: | تشي جيفارا | عيني عليه ساعة القضا ... من غير رفاقه تودعه ... يطلع أنينه للفضا ... يزعق ولا مين يسمعه ... يمكن صرخ من الألم ... من لسعة النار ف الحشا يمكن ضحك ... أو ابتسم أو ارتعش أو انتشى ... يمكن لفظ آخر نفس ... كلمة وداع لجل الجياع ... يمكن وصية للي حاضنين القضية ... بالصراع صور كتير ملو الخيال ... وألف مليون احتمال لكن أكيد ولا جدال ... جيفارا مات موتة رجال ... | تشي جيفارا |

وجزء آخر من القصيدة يدعو إلى استمرار الحالة الثورية التي شجعنا إليها جيفارا: 
| تشي جيفارا | يا شغالين ومحرومين ... يا مسلسلين رجلين وراس ... خلاص خلاص ملكوش خلاص ... غير بالقنابل والرصاص ... ده منطق العصر السعيد ... عصر الزنوج والأمريكان ... الكلمة للنار والحديد ... و العدل أخرس أو جبان ... صرخة جيفارا يا عبيد ... في أي موطن أو مكان ... مفيش بديل مفيش مناص ... يا تجهزوا جيش الخلاص ... يا تقـولوا علـى الـعـالم خلاص ... | تشي جيفارا |

- ولحن القصيدة المذكورة سالفا الملحن والمطرب المصري الشيخ إمام عيسى وغناها: أغنية غيفارا مات للشيخ إمام على يوتيوب

## اقتباسات
- كن واقعياً واطلب المستحيل!.[189]
- إذا لم يجد الإنسان شيئاً في الحياة يموت من أجله، فإنه أغلب الظن لن يجد شيئاً يعيش من أجله.
- إذا كنت تسخط على كل ظالم فأنت رفيقي!
- أنا لا أملك وطناً لأحارب من أجله، فوطني هو الحق
- وكثيراً ما قرأتُ لأفهمَ نفسي لأفسّر تجاربي، قد أفشل لكن لا يجب أن يتكرر الأمر.
- لو طبقنا مبدأ العين بالعين، والسن بالسن، وظللنا نهتف للثأر، سنصل لمرحلة نأكل فيها قلوب بعضنا البعض!
- الأمر الوحيد الذي يكبح ولع الشباب بزي أو تصرف ما، هو تبني الكبار لهذا الزي أو ذلك التصرف.
- كنت أتصور أن الحزن يمكن أن يكون صديقًا، لكنني لم أكن أتصور أن الحزن يمكن أن يكون وطنا نسكنه ونتكلم لغته ونحمل جنسيته!
- لا تصمت عن الحق وسترى كيف سيكرهك الجميع!.
- أعظم متعه في هذه الحياة هي فعل ما قال الناس عنه أنك لا تستطيع أن تفعله.
- علموا أولادكم أن الوطن هو الشرف، هو البيت وهو الحياة، علموهم أننا كُنا جُبناء وأن يكونوا هُم أقوياء، علموهم أنّ الحضارة هي الأم، والأنثى هي...
- البداية لا تكون أبداً سهلة بل في غاية الصعوبة.
- قد يكون من السهل نقل الإنسان من وطنه، ولكن من الصعب نقل وطنه منه.
- لا يهمني شكلك ولا أهلك ولا أموالك ولا منصبك، تهمني شخصيتك، عقليتك، أخلاقك وضميرك، وعلى هذا الأساس سأحترمك.
- لا يقاس الوفاء بما تراه أمام عينيك، بل بما يحدث وراء ظهرك!
- أنا أعلم انك جئت لقتلي، أطلق النار يا جبان فأنت لن تقتل سوى رجل.
- أنا لا أغالط روحي ولا أتملق أحداً، الفُقراء هم الذين يعانون معاناة المناضل الحقيقي.
- الدموع لا تسترد المفقودين ولا الضائعين ولا تجترح المعجزات ... كل دموع الأرض لا تستطيع أن تحمل زورقا صغيرا يتسع لأبوين يبحثان عن طفلهما المفقود.
- السكُوت هو خِلاف، لكنه منقول بوسائل أخرى.
- إذا قاتلت فأنك ستتمكن من أن تكون حراً، إذا لم تقاتل فقد خسرت، المعركة الوحيدة التي تخسر فيها هي المعركة التي تنسحب فيها!
- لا تبكي علي إن مت، افعل ماكنت سأفعله أنا لو كنت حياً، عندها سأعيش في قلبك.
- عندما يحكم العالم حمقى، فمن واجب الأذكياء عدم الطاعة.
- إن الحياة كلمة وموقف، الجُبناء لا يكتبون التاريخ، التاريخ يكتبه من عشق الوطن وقاد ثورة الحق وأحب الفقراء.
- الأُمم التي لا تقرأ يسهُل خداعها.
- مثل الذي باع بلاده وخان وطنه، مثل الذي يسرق من بيت أبيه ليطعم اللصوص، فلا أبوه يسامحه ولا اللص يكافئه.

## الملاحظات والمصادر
1. 1 2   https://www.infobae.com/historias/2022/10/09/los-ultimos-dias-y-la-muerte-del-che-guevara-los-partes-de-guerra-bolivianos-y-el-unico-relato-de-su-ejecutor/. {{استشهاد ويب}}: |url= بحاجة لعنوان (مساعدة) والوسيط |title= غير موجود أو فارغ (من ويكي بيانات) (مساعدة)
2. 1 2 3 4  . ISBN:978-84-339-2572-5. {{استشهاد ويب}}: الوسيط |title= غير موجود أو فارغ (من ويكي بيانات) (مساعدة) والوسيط |مسار= غير موجود أو فارع (مساعدة)
3. ↑  Te odio (بالإسبانية). 2018. p. 11. ISBN:978-950-556-730-0. OL:35623103M. QID:Q111141967.
4. 1 2   http://agenciacta.org/spip.php?article23907. {{استشهاد ويب}}: |url= بحاجة لعنوان (مساعدة) والوسيط |title= غير موجود أو فارغ (من ويكي بيانات) (مساعدة)
5. ↑  "My Life with Che: The Making of a Revolutionary" (بالإنجليزية). St. Martin's Press. 22 Jul 2008. ISBN:978-0-230-60601-2. {{استشهاد ويب}}: الوسيط |مسار= غير موجود أو فارع (help)
6. ↑   http://www.nytimes.com/2006/12/08/world/americas/08iht-journal.3830083.html. {{استشهاد ويب}}: |url= بحاجة لعنوان (مساعدة) والوسيط |title= غير موجود أو فارغ (من ويكي بيانات) (مساعدة)
7. ↑  Caravelle: cahiers du monde hispanique et luso-bresilien (بالفرنسية واللغات المتعددة), Presses universitaires du Mirail, ISSN:1147-6753, QID:Q15757315
8. ↑  اسم تشي الأخير "تشي جيفارا" مستمد من نموذج كاستيليانيزد من الباسك "جيبارا"، وهو اسم محلي من مقاطعة الافا. من خلال نسبه لجدته، وآنا لينش، كان سليل باتريك لينش، مغترب من غالواي، أيرلندا في 1740s.
9. ↑  Lavretsky 1976
10. ↑  كيلنر 1989، p. 23.
11. ↑  اندرسون 1997، p. 22-23.
12. ↑  كيلنر 1989، p. 24.
13. ↑  1996، p. 8.
14. ↑  قابيل، نيك & Growden، غريغ "الفصل 21: عشر حقائق عن الرجبي غريب" في اتحاد الركبي لالدمى (2nd الطبعة)، وجون وايلي وأولاده، ردمك 139780470035375، p. 293.
15. ↑  اندرسون 1997، p. 28.
16. 1 2  هارت 2004، ص 98.
17. ↑  2005، p. 164.
18. 1 2  ^ (اندرسون 1997، ص 37-38)
19. ↑  1996، p. 10.
20. ↑  كيلنر 1989، p. 26.
21. ↑  راتنر 1997، p. 25.
22. 1 2  كيلنر 1989، p. 27.
23. ↑  نيويورك تايمز قائمة أكثر الكتب مبيعاً: # 38 غلاف عادي قصصي في 2005/02/20، # 9 قصصي يوم 2004/10/07 ومناسبات أكثر. نسخة محفوظة 24 مارس 2014 على موقع واي باك مشين. [وصلة مكسورة]
24. ↑  اندرسون 1997، ص. 98.
25. ↑  On Revolutionary Medicine Speech by Che Guevara to the Cuban Militia on August 19, 1960. "Because of the circumstances in which I traveled, first as a student and later as a doctor, I came into close contact with poverty, hunger and disease; with the inability to treat a child because of lack of money; with the stupefaction provoked by the continual hunger and punishment, to the point that a father can accept the loss of a son as an unimportant accident, as occurs often in the downtrodden classes of our American homeland. And I began to realize at that time that there were things that were almost as important to me as becoming a famous or making a significant contribution to medical science: I wanted to help those people." نسخة محفوظة 24 أغسطس 2017 على موقع واي باك مشين.
26. ↑  اندرسون 1997، p. 126.
27. ↑  1999، p. 31.
28. ↑  كيلنر 1989، p. 31.
29. 1 2  جيفارا لينش 2000، p. 26.
30. ↑  اذاعة كادينا أغرامونتي 2006.
31. ↑  اجناسيو 2007، p. 172.
32. ↑  وزارة الخارجية الأمريكية 2008.
33. ↑  اندرسون 1997، p. 144.
34. ↑  كيلنر 1989، p. 32.
35. ↑  1999، p. 39.
36. ↑  سنو، أنيتا. "' حياتي مع تشي 'من هيلدا جادي". اسوشيتد برس في WJXX التلفزيون. 16 أغسطس 2008. استرجاع يوم 23 فبراير 2009. [وصلة مكسورة] "نسخة مؤرشفة". مؤرشف من الأصل في 2023-03-06. اطلع عليه بتاريخ 2023-03-06.{{استشهاد ويب}}:  صيانة الاستشهاد: BOT: original URL status unknown (link)
37. ↑  تشي جيفارا 1960-67 فرانك E. Smitha نسخة محفوظة 09 سبتمبر 2017 على موقع واي باك مشين.
38. ↑  Sinclair، Andrew (1970). Che Guevara. The Viking Press. ص. 12. مؤرشف من الأصل في 2021-03-08.
39. ↑  كيلنر 1989، p. 33.
40. ↑  1999، p. 55.
41. ↑  1996، p. 28.
42. ↑  كيلنر 1989، p. 37.
43. ↑  اندرسون 1997، p. 194.
44. ↑  اندرسون 1997، p. 213.
45. ↑  1996، p. 32.
46. ↑  دي بالما 2006، ص. 110-111.
47. 1 2 3  "Castro's Brain", 1960.
48. ↑  كيلنر 1989، p. 45.
49. ↑  اندرسون 1997 ص. 269-270.
50. ↑  كاستانيدا 1998، ص. 105، 119.
51. ↑  اندرسون 1997، ص. 237-238، 269-270، 277-278.
52. ↑  1996، p. 35.
53. ↑  اجناسيو 2007، p. 177.
54. ↑  اجناسيو 2007، p. 193.
55. ↑  Moore، Don. "Revolution! Clandestine Radio and the Rise of Fidel Castro". Patepluma Radio. مؤرشف من الأصل في 2018-09-17.
56. ↑  Bockman 1984.
57. ↑  كيلنر 1989، p. 40.
58. 1 2  كيلنر 1989، p. 47.
59. ↑  كاسترو 1972، ص. 439-442.
60. ↑  Dorschner 1980، ص. 41-47، 81-87.
61. ↑  1996، p. 39.
62. ↑  كيلنر 1989، p. 48.
63. ↑  كيلنر 1989، p. 13.
64. ↑  اندرسون 1997، 397.
65. ↑  اندرسون 1997، ص. 400-401.
66. ↑  اندرسون 1997، ص. 424.
67. ↑  [89] ^ كان لغيفارا أطفال من كلا الزوجتين وطفل واحد غير شرعي على النحو التالي: من هيلدا جادي (تزوج 18 أغسطس 1955، الطلاق 22 مايو 1959) هيلدا بياتريس غيفارا جادي، من مواليد 15 فبراير 1956 في مكسيكو سيتي وتوفيت في 21 أغسطس 1995 في هافانا، كوبا، مع أليدا مارش (متزوج 2 يونيو 1959)، أليدا غيفارا آذار / مارش، من مواليد 24 نوفمبر 1960 في هافانا، كوبا، كاميلو غيفارا مارش، من مواليد 20 مايو 1962 في هافانا، كوبا، سيليا غيفارا مارش، من مواليد 14 يونيو 1963 في هافانا، كوبا، وإرنستو تشي غيفارا مارش، من مواليد 24 فبراير 1965 في هافانا، كوبا، ليليا روزا لوبيز (خارج إطار الزواج)، عمر بيريز، من مواليد 19 مارس 1964 في هافانا، كوبا (كاستانيدا 1998، ص 264-265).
68. ↑  [90] ^ غوميز تريتو 1991، p. 115. "قانون العقوبات لحرب الاستقلال (يوليو 28، 1896) وقد عزز بالمادة الأولى من النظام الجنائي في الجيش الثائر، تم الموافقة عليه في سييرا مايسترا في يوم 21 فبراير 1958 ونشر في الجريدة الرسمية للجيش في (قانون العقوبات دي كوبا في أرماس، 1959) "(غوميز Treto 1991، p. 123).
69. ↑  غوميز Treto 1991، ص. 115-116).
70. ↑  اندرسون 1997، ص. 372، 425.
71. ↑  اندرسون 1997، p. 376.
72. 1 2 3 4  Taibo 1999, p. 267.
73. ↑  2007، p. 60
74. ↑  غوميز Treto 1991، p. 116).
75. ↑  اندرسون 1997، ص. 388.
76. ↑  2007، p. 61
77. 1 2 3  كاستانيدا 1998، ص. 143-144.
78. ↑  [102] ^ مصادر مختلفة نذكر أعداد مختلفة من المحكوم عليهم بالإعدام، مع بعض التفاوت الناجم عن الوفيات المباشرة من غيفارا أو من النظام ككل. أندرسون (1997) يعطي العدد على وجه التحديد في مدينة لوس انجلوس سجن لا كابانا إلى 55 (ص. 387.)، في حين يشير أيضا إلى أنه كشعب "رسميا حوكم وأعدم عدة مئات في كوبا" (ص. 387). (كاستانيدا 1998) يلاحظ كيف يختلف المؤرخون حول عدد القتلى في أي مكان في البلاد ما بين 200-700 (p. 143 هذا يدعمه لاغو الذي يعطي هذا الرقم 216 على النحو عدد حالات الإعدام التي أمر بها غيفارا في كوبا خلال ثلاث سنوات (1957-1960).
79. ↑  اندرسون 1997، ص. 375.
80. ↑  1989، p. 54.
81. ↑  1989، p. 57.
82. 1 2 3  1989، p. 58.
83. ↑  اندرسون 1997، p. 423.
84. ↑  Niwata 2007. غيفارا طلب من الحكومة اليابانية أن ترتب له زيارة لهيروشيما لكن الحكومة رفضت فغادر سرا من الفندق في أوساكا لزيارة هيروشيما بالقطار لليلة ومعه مساعده عمر فرنانديز.
85. 1 2  اندرسون 1997، p. 435.
86. ↑  2009، p. 25.
87. ↑  2009، p. 25-50.
88. 1 2  1989، p. 55.
89. ↑  الاشتراكية والرجل في كوبا من تشي غيفارا مارس 1965 نسخة محفوظة 10 أغسطس 2017 على موقع واي باك مشين.
90. 1 2 3 4 5  1989، p. 62.
91. ↑  Kellner 1989, p. 75.
92. ↑  في برنامج تلفزيوني: تشي غيفارا، الشعبية ولكن غير مجديةنسخة محفوظة 22 مارس 2017 على موقع واي باك مشين.
93. ↑  1989، p. 63.
94. ↑  1989، p. 74.
95. ↑  Kellner 1989, pp. 69–70.
96. ↑  اندرسون 1997، p. 507.
97. ↑  اندرسون 1997، p. 509.
98. 1 2  [135] ^ "الاقتصاد لا يمكن فصله عن السياسة" الكلمة التي ألقاها تشي غيفارا في الاجتماع الوزاري للجنة المشتركة المجلس الاقتصادي والاجتماعي الأمريكي تجمعهم ()، في بونتا دل استي، أوروغواي يوم 8 أغسطس 1961 نسخة محفوظة 09 أكتوبر 2017 على موقع واي باك مشين.
99. ↑  1989، p. 78.
100. ↑  اندرسون 1997، p. 492.
101. ↑  اندرسون 1997، p. 530.
102. 1 2  اندرسون 1997، p. 545.
103. ↑  1989، p. 73.
104. 1 2 3 4 5  "الاستعمار هو منكوب" خطاب إلى 19th الجمعية العامة للأمم المتحدة في مدينة نيويورك من قبل ممثل الكوبي تشي جيفارا يوم 11 ديسمبر 1964 نسخة محفوظة 09 أكتوبر 2017 على موقع واي باك مشين.
105. 1 2 3  البازوكة أطلقوا النار على الأمم المتحدة كما الكوبي يتحدث من هوميروس Bigart، نيويورك تايمز، 12 ديسمبر 1964 -- صفحة 1 نسخة محفوظة 03 مارس 2016 على موقع واي باك مشين.
106. ↑  غييرمو نوفو السيرة الذاتية عن طريق تربية موسوعة سبارتاكوس نسخة محفوظة 19 أبريل 2014 على موقع واي باك مشين.
107. ↑  سنو 2007.
108. ↑  هارت 2004، ص 271.
109. ↑  اندرسون 1997، p. 618.
110. ↑  Che Guevara: Father Of Revolution, Son Of Galway نسخة محفوظة 07 يوليو 2017 على موقع واي باك مشين.
111. ↑  سانت باتريك في اليوم عام 2005: تشي يعيش بيتر مكديرموت، وصدى الأيرلندية، 16-22 مارس طبعة عام 2005 [وصلة مكسورة] نسخة محفوظة 11 أغسطس 2018 على موقع واي باك مشين.
112. 1 2  "الاشتراكية والإنسان في كوبا" وجهت رسالة إلى كارلوس كيخانو، محرر Marcha، وهي صحيفة أسبوعية تنشر في مونتيفيديو في الأوروغواي كما نشرت "من الجزائر العاصمة، لMarcha: إن الثورة الكوبية اليوم" من تشي جيفارا يوم 12 مارس، 1965 "نسخة مؤرشفة". مؤرشف من الأصل في 2017-08-10. اطلع عليه بتاريخ 2018-03-22.{{استشهاد ويب}}:  صيانة الاستشهاد: BOT: original URL status unknown (link)
113. ↑  1969، p. 350.
114. ↑  أثارت تصريحات غيفارا أوساط الحكومة الكوبية، خاصة وأن كاسترو كان قد انضم إلى المعسكر السوفياتي، لإنقاذ ثورته، بعدما قطع جميع العلاقات مع الولايات المتحدة، ووجد أن موسكو تستطيع وحدها مساعدة كوبا. لكن "تشي" غيفارا كان له رأي آخر: الخط الصيني بقيادة ماو تسي تونغ هو الخط الماركسي الثوري الصحيح، وأما خط موسكو فهو يميل إلى "بورجوازية وبيروقراطية الدولة، وإلى التساهل في الكثير من الأمور الثورية الحقيقية"
انتقل إلى الخطوط العريضة لعدد من التدابير التي قال فيها إن دول الكتلة الشيوعية يجب أن تنفذها من أجل هزيمة الإمبريالية.<ref>جيفارا 1969، ص. 352-59.
115. ↑  http://www.google.co.uk/url؟sa=t&source=web&ct=res&cd=3&url=http% 3A% 2F% 2Fwww.globalresearch.ca% 2Findex.php% 3Fcontext% 3Dva% 26aid% 3D9315 والمنظمة الدولية للتعليم = SPZ8StKDDsv2 - Ab034hR وكيل الأمين العام AFQjCNHqDzcWGSLQab_RR8CmnNWZYhrEYA = & sig2 = RBPGr8ZVFfdjO_rRoJjCSg نسخة محفوظة 2020-07-03 على موقع واي باك مشين.
116. ↑  رسالة إلى القارات الثلاث والرسالة التي بعث بها تشي جيفارا من معسكره وسط الأحراش في بوليفيا، إلى منظمة تضامن القارات الثلاث في هافانا، كوبا، في ربيع عام 1967. نسخة محفوظة 27 يناير 2018 على موقع واي باك مشين.
117. ↑  جيفارا 1965.
118. ↑  بن بلة 1997.
119. ↑  اندرسون 1997، p. 624.
120. ↑  غالفيس 1999، ص 62.
121. ↑  غوت 2004 ص. 219.
122. ↑  1989، p. 86.
123. ↑  بي بي سي نيوز 17 يناير 2001.
124. ↑  [170] ^ "المخبرون كانوا على علم بأن دار السلام كانت بمثابة مركز اتصالات للمقاتلين، وتلقي رسائل من كاسترو في كوبا ومنها عن ترحيل رجال حرب العصابات في عمق الأدغال (بامفورد 2002، p. 181).
125. ↑  في أيرلندا هي 2000.
126. ↑  1989، p. 87.
127. ↑  2000، p. 1.
128. ↑  كاستانيدا 1998، p. 316.
129. ↑  Guevara 2009, p. 167.
130. ↑  ميتلمان 1981، p. 38.
131. 1 2  حلفة 1985.
132. ↑  اندرسون 1997، p. 693.
133. ↑  الجيش الأميركي 1967 وريان 1998، ص. 82-102، في جملة أمور. " لم يتجاوز أفراد الجيش الأمريكي في بوليفيا 53 مستشاراً، بما في ذلك ستة عشر لاعباً فريق التدريب المتنقل (الانتقالي العسكري) من 8th مجموعة من القوات الخاصة المتمركزة في فورت Gulick، منطقة قناة بنما" (حلفة 1985).
134. ↑  "العطاء لتشي"، مجلة تايم، 15 ديسمبر 1967 نسخة محفوظة 26 أغسطس 2013 على موقع واي باك مشين. [وصلة مكسورة]
135. ↑  جيفارا 1972.
136. ↑  كاستانيدا 1998، ص. 107-112؛ 131-132.
137. ↑  2000، p. 86.
138. ↑  [188] ^ ظل المحارب: بطل وكالة المخابرات المركزية ل100 معارك غير معروف، وجون فيليكس رودريغيز وايزمان، الناشر: سايمون اند شوستر، أكتوبر 1989،
139. ↑  اندرسون 1997، p.733.
140. 1 2  "الرجل الذي دفن تشي" خوان O. تامايو، ميامي هيرالد، 19 سبتمبر 1997 نسخة محفوظة 06 فبراير 2014 على موقع واي باك مشين.
141. 1 2 3 4 5  Ray، Michèle (مارس 1968). "In Cold Blood: The Execution of Che by the CIA". Ramparts Magazine: 33.
142. ↑  المنحة 2007. رينيه بارينتوس لم يكشف دوافعه لأمر إعدام جيفارا.
143. ↑  الوقت مجلة 1970.
144. ↑  اندرسون 1997، p. 739.
145. ↑  اندرسون 1997، ص. 739.
146. ↑  Almudevar 2007 وغوت 2005.
147. ↑  The Death of Che Guevara by بيورن كوم, ذا نيو ريببلك, Originally published on November 11, 1967 "نسخة مؤرشفة". مؤرشف من الأصل في 2021-03-14. اطلع عليه بتاريخ 2021-07-21.{{استشهاد ويب}}:  صيانة الاستشهاد: BOT: original URL status unknown (link)
148. ↑  اسي 2007a.
149. ↑  مشاهدة الصور بلوق من جيفارا بتوقيت جرينتش ماجستير نسخة محفوظة 13 مارس 2017 على موقع واي باك مشين. [وصلة مكسورة]
150. ↑  فيليكس رودريغيز دخول المدارس في موسوعة من سبارتاكوس نسخة محفوظة 7 أبريل 2014 على موقع واي باك مشين.
151. ↑  Kornbluh 1997.
152. ↑  اندرسون 1997، ص. 740.
153. ↑  اندرسون 1997، ص. 741.
154. ↑  Kellner 1989, p. 101.
155. 1 2  Nadle، Marlene (24 أغسطس 1968). "Régis Debray Speaks from Prison". Ramparts Magazine: 42.
156. ↑  كوبا تحيي تشي غيفارا: الثوري وأخيرا دلالات وري الثرى سي، 17 أكتوبر 1997 سي فيديو نسخة محفوظة 18 أغسطس 2016 على موقع واي باك مشين.
157. ↑  "العطاء لتشي"، مجلة تايم، 15 ديسمبر 1967 نسخة محفوظة 26 أغسطس 2013 على موقع واي باك مشين. [وصلة مكسورة]
158. ↑  جيفارا 1967b.
159. ↑  1998، p. 45
160. ↑  1998، p. 104
161. ↑  1998، p. 148
162. ↑  راميريز 1997.
163. ↑  بوليفيا تكشف النقاب عن النسخة الأصلية مذكرات تشي جيفارا من إدواردو غارسيا، رويترز، و7 يوليو 2008 نسخة محفوظة 7 أبريل 2020 على موقع واي باك مشين.
164. ↑  جيفارا 2005
165. ↑  تشي المجيء الثاني؟ من جانب ديفيد ريف، 20 نوفمبر 2005، وصحيفة نيويورك تايمز نسخة محفوظة 11 أغسطس 2018 على موقع واي باك مشين.
166. ↑  2009، p. II
167. ↑  موينيهان 2006.
168. ↑  سنكلير 1968 / 2006، p. 80.
169. ↑  سنكلير 1968 / 2006، p. 127.
170. ↑  ماكلارين 2000، p. 3.
171. ↑  سنكلير 1968 / 2006، p. 67.
172. ↑  «إرنستو تشي جيفارا التمزق من قبل موراي روثباد، اليسار واليمين: مجلة الفكر الليبرالي، المجلد 3، العدد 3 (ربيع وخريف 1967) "نسخة مؤرشفة" (PDF). مؤرشف من الأصل في 2013-09-11. اطلع عليه بتاريخ 2011-08-24.{{استشهاد ويب}}:  صيانة الاستشهاد: BOT: original URL status unknown (link)
173. ↑  مجرد وجه جميل؟ من جانب شون O'Hagan، والمراقب، 11 يوليو 2004 نسخة محفوظة 22 أكتوبر 2012 على موقع واي باك مشين.
174. ↑  الشعبية ويكلي 2004.
175. ↑  الأرجنتين يحيي المتأخر ل"تشي" جيفارا بقلم هيلين بوبر، رويترز، 14 يونيو 2008 نسخة محفوظة 20 فبراير 2009 على موقع واي باك مشين.
176. ↑  تمثال لتشي في عيد ميلاد '80th' بقلم دانيال Schweimler، بي بي سي نيوز، 15 يونيو 2008 نسخة محفوظة 05 أكتوبر 2017 على موقع واي باك مشين.
177. ↑  على درب السياحية في كل من بوليفيا والتلال، وتشي على حياة الشهرة بواسطة هكتور طوبار، ولوس أنجلوس تايمز، 17 أكتوبر 2004 نسخة محفوظة 03 مارس 2016 على موقع واي باك مشين.
178. ↑  Schipani 2007.
179. ↑  وراء قناع تشي غيفارا، والباردة الجلاد تايمز أون لاين، 16 سبتمبر 2007 نسخة محفوظة 18 يوليو 2011 على موقع واي باك مشين.
180. 1 2 3  فارغاس لوسا 2005.
181. ↑  D' ريفيرا 2005.
182. ↑  ""Chávez es díficil de encasillar, pero a final de cuentas queda claro que es un pobre rico"". El Nacional. مؤرشف من الأصل في 2011-09-11.
183. ↑  بي بي سي نيوز 26 مايو 2001
184. ↑  انظر أيضا تشي جيفارا (صورة)
185. ↑  اسي 2007b.
186. ↑  بي بي سي الأخبار 2007.
187. ↑  O'Hagan 2004.
188. ↑  قصيدة "ماريا العجوز" لتشي جيفارا نسخة محفوظة 23 أغسطس 2017 على موقع واي باك مشين.
189. ↑  موسوعة مقولة اقتباسات تشي جيفارا ولوج بتاريخ 10-10-2019 نسخة محفوظة 9 أكتوبر 2019 على موقع واي باك مشين.

## وصلات خارجية
- تشي جيفارا على موقع IMDb (الإنجليزية)
- تشي جيفارا على موقع الموسوعة البريطانية (الإنجليزية)
- تشي جيفارا على موقع مونزينجر (الألمانية)
- تشي جيفارا على موقع ألو سيني (الفرنسية)
- تشي جيفارا على موقع ميوزك برينز (الإنجليزية)
- تشي جيفارا على موقع أول موفي (الإنجليزية)
- تشي جيفارا على موقع قاعدة بيانات الأفلام السويدية (السويدية)
- تشي جيفارا على موقع إن إن دي بي (الإنجليزية)
- تشي جيفارا على موقع ديسكوغز (الإنجليزية)
- تشي جيفارا على موقع قاعدة بيانات الفيلم (الإنجليزية)
- غيفارا بطل اسطوري في عيون الملايين على يوتيوب تقرير من قناة الجزيرة.
- غيفارا بطل أسطوري في عيون الملايين على يوتيوب تقرير من قناة روسيا اليوم، يحمل نفس الاسم.
- صورة تشي غيفارا تبقى الأكثر شهرة في العالم على يوتيوب تقرير من قناة روسيا اليوم.
- مشاهد من عملية قتل غيفارا على يوتيوب من فلم وثائقي على الجزيرة الوثائقية.
- تقرير عن نصب تمثال لتشي غيفارا على يوتيوب من محمد إلهامي من قناة روسيا اليوم.
- وقفات مع تشي جيفارا
- صور وثائقية عن إعدام تشي جيفارا
- جولة مملف: لغز خلود جيفارا

لقطات فيديو
- جيفارا في عام 1964 خلال زيارة لدبلن، أيرلندا، (2:53)، الترجمة الإنجليزية، من ار المكتبات والمحفوظات، فيديو كليب
- جيفارا يلقى قصيدة، (1:00)، الترجمة الإنجليزية، من جريدة تشي: التحقيق في أسطورة—Kültür فيديو عام 2001، فيديو كليب
- جيفارا يظهر التأييد لفيدل كاسترو، (0:22)، الترجمة الإنجليزية، من جريدة تشي: التحقيق في أسطورة—Kültür فيديو عام 2001، فيديو كليب
- جيفارا يتحدث عن العمل، (0:28)، الترجمة الإنجليزية، من جريدة تشي: التحقيق في أسطورة—Kültür فيديو عام 2001، فيديو كليب
- جيفارا يتحدث عن خليج الخنازير، (0:17)، الترجمة الإنجليزية، من جريدة تشي: التحقيق في أسطورة—Kültür فيديو عام 2001، فيديو كليب
- جيفارا يتحدث ضد الامبريالية، (1:20)، الترجمة الإنجليزية، من جريدة تشي: التحقيق في أسطورة—Kültür فيديو عام 2001، فيديو كليب

تسجيل صوتي
- مقابلات جيفارا مع شبكة ايه بي سي المسائل والإجابات، (23:53)، الترجمة الإنجليزية، وأخرجه ليزا هاوارد، 24 مارس 1964، نسخة محفوظة 23 يوليو 2011 على موقع واي باك مشين. كليب مسموع

وصلات خارجية إنغليزية
| - BBC Audio Archive: Profile of Che Guevara - BBC News – Che Guevara Images: Set 1, Set 2, Set 3 - Central Intelligence Agency: Reports on Che Guevara - Che Guevara Internet Archive: Speeches, Images - Democracy Now: "نسخة محفوظة 26 أغسطس 2013 على موقع واي باك مشين. Life & Legacy of Che Guevara" - Discovery Channel: Ernesto "Che" Guevara - Documentary: Che Guevara: Guerrilla to the End - Documentary: Che Guevara, The Body & The Legend - History International: Tracing Che: A Motorcycle Journey - In Defense of Marxism: 40th Anniversary Part 1 --- Part 2 - Life Magazine Gallery: Che Guevara, Revolutionary Life | - MSNBC Slideshow: "In Cuba, Che Still Sells Revolution" - National Security Archive: The Death of Che Guevara - New York Post: Ernesto "Che" Guevara Photo Gallery - NPR Audio Report: Che Guevara - NY Times Interactive Gallery: "A Revolutionary Afterlife" - Slate Magazine: Picture Essay of Che - Slideshow: Fidel and Che: A Revolutionary Friendship - State of Nature: Interview on Che with Jon Lee Anderson - The Guardian: "Making of a Marxist" ~ Che's Early Journals - The History Channel: The True Story of Che Guevara - Wall Street Journal Gallery: "The Ubiquitous Che" |